# Club Deportivo Tenerife
El Club Deportivo Tenerife es un club de fútbol de la ciudad de Santa Cruz de Tenerife (Canarias). Los colores identificativos del club son el blanco y el azul, representativos de la Bandera de Tenerife. Desde la temporada 2025-26, participa en la Primera Federación, correspondiente a la tercera categoría del fútbol español. En la actualidad, se considera oficialmente como fecha de fundación el 8 de agosto de 1922; sin embargo, una parte de aficionados e historiadores, defienden que la fecha correcta es el 21 de noviembre de 1912. Su terreno de juego es, desde 1925, el Estadio Heliodoro Rodríguez López, habiendo sido local anteriormente en el Campo de Miraflores.
De 1912, de forma que se incluyen los datos del Tenerife Sporting Club (ya que conservó sus trofeos), a 1953 compitió en categorías regionales, donde consiguió cuatro títulos del Campeonato Regional de Canarias, diez de la Liga Regional de Tenerife, tres de la Liga Interregional y dos de la Copa Heliodoro Rodríguez López. Llegó a categoría nacional en una promoción de ascenso, y desde entonces ha participado trece temporadas en Primera División, cuarenta y seis en Segunda, ocho en Segunda B y tres en Tercera. Así pues, son cuatro veces las que ha logrado ascender a la máxima categoría (1960-61, 1988-89, 2000-01 y 2008-09) y a la de plata (1970-71, 1986-87, 2012-13 y 1982-83). Entretanto, de 1968 a 1971 se llamó «Tenerife Atlético Club» y el color de su vestimenta cambió, pero esto se revirtió, de manera que, como en sus inicios, su indumentaria titular tradicional está compuesta por camiseta blanca y pantalón azul, invirtiéndose los colores en la secundaria. De igual forma, el escudo ha sufrido modificaciones a lo largo del tiempo, pero siempre con la bandera de Tenerife y el escudo de la ciudad en él.
Ha disputado sesenta y seis ediciones del Campeonato de España de Copa, siendo las semifinales de la campaña 1993-94 lo más lejos que ha llegado. En cuando a competiciones internaciones, ha disputado en dos ocasiones la Copa de la UEFA, llegando hasta los octavos de final en la sesión 1993-94 y las semifinales en la 1996-97, tras clasificarse como quinto en Primera División los años anteriores. Históricamente es el trigésimo mejor equipo de España (510 puntos), mientras que según la Federación Internacional de Historia y Estadística de Fútbol (IFFHS) fue el 137.º mejor del siglo XX a nivel europeo. Mantiene una rivalidad con la Unión Deportiva Las Palmas, equipo de la isla de Gran Canaria, contra el que disputa el derbi canario, a la par que posee una cadena de filiales, entre ellos el Tenerife "B".

## Historia

### Tenerife Sporting Club
La aparición del fútbol de equipos en Santa Cruz de Tenerife a comienzos del siglo xx a través de marinos ingleses que en sus descansos practicaban el nuevo deporte procedente de su país, de manera que se crean algunos equipos como el Añaza o el Club Inglés, que se acabaron uniendo para formar el Nivaria. A través del núcleo principal de este último, se fundó el 21 de noviembre de 1912 el Tenerife Sporting Club, tras una reunión en los salones del Centro de Dependientes del Comercio y de la Industria dirigida por Juan José Santa Cruz en la que se eligió la primera directiva, presidida por Juan Yanes Rodríguez. Con la intención de tener un terreno de juego, el vicepresidente Edmundo Caulfield compró una parcela que luego cedió a cambio de un alquiler, y a comienzos de 1913, el nuevo mandatario —Juan Antonio Núñez— se encargó de las gestiones al respecto, que concluyeron con el Campo de Miraflores listo en abril.
El partido inaugural tuvo lugar el 5 de mayo, con motivo de un torneo celebrado por las Fiestas de Mayo, en el que superó al Laguna Sporting Club por 5-0, así que se enfrentó en la final al Real Club Victoria de Las Palmas, ante el que perdió por 0-1. En los tres siguientes años se hizo con el título del Campeonato Regional de Canarias, al vencer de manera consecutiva al Marino por 4-0 en 1914, al mismo por 1-0 en 1915 y al Porteño por 2-0 en 1916. Entretanto, logró algunas goleadas como un 22-0 al Serrano (1913) o un 13-0 al Isleño (1914), y en abril de 1915 se trasladó a Andalucía, donde venció por 2-6 y 0-1 al Sevilla, a la vez que concluyó la gira con una derrota ante el Cádiz (2-4). En octubre de 1916 salió elegido presidente José Martínez del Pino, que ejerció hasta marzo de 1917, y en septiembre, Abelardo Molowny.

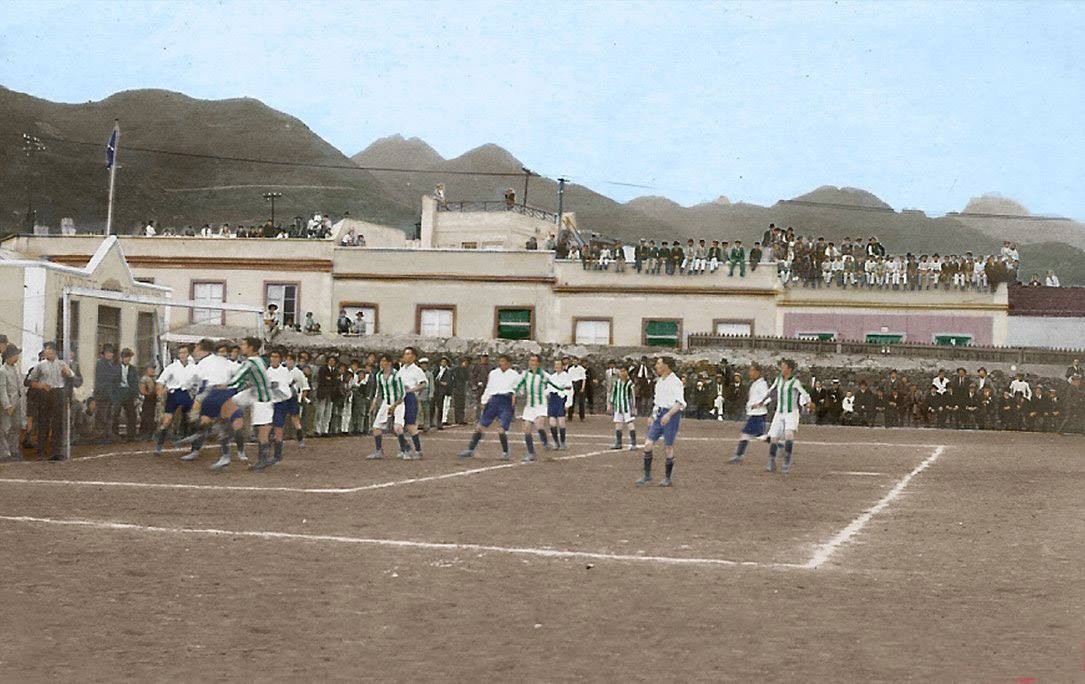
Instantánea del Campo de Miraflores en un partido que enfrentó al Real Betis y al Tenerife en noviembre de 1919

Durante el mandato de este último jugó en varios festivales a beneficio de la Cruz Roja de Reino Unido, Bélgica y Portugal. En el primero de ellos, celebrado en 1917, salió derrotado contra el Nakens (0-6) del barrio Salamanca; en el segundo, venció al Isleño (1-0); y en el tercero, superó al Añaza de La Laguna (3-0). En 1919, en relación con las Fiestas de Julio, invitó al Sevilla, pero tras el rechazo del equipo andaluz vino el Gran Canaria, que con Pepe Gonçalvez en sus filas no pudo ganar ninguno de los dos partidos (8-0 y 4-0). En septiembre del mismo año, disputó un encuentro benéfico con motivo del hundimiento del Valbanera que sirvió como despedida para Molowny, si bien no pudo con el Hespérides, ante el que cedió por 0-3.
En octubre de 1919 salió elegido presidente Mario García Cames, y en noviembre visitó la isla el Real Betis, que para la ocasión se enfrentó al Tenerife, al que se impuso en los dos primeros encuentros por 1-2 y 2-3. Días más tarde sería el equipo local quien se llevaría el triunfo por 2-1, a la vez que ambos también se disputaron una copa donada por el Ayuntamiento, que se adjudicaron los tinerfeños por 3-1 en el juego de desempate. Para las Fiestas de Mayo de 1921 no pudo venir ni el Sevilla ni el Madeira, por lo que los tinerfeños hubieron de disputarse un trofeo contra una cuadrilla de marineros, a la que superaron por 5-0. En el apartado presidencial, Melchor Ordóñez, quien había relevado a su predecesor en octubre de 1920, renunció en mayo de 1921 para dejar paso a García Cames, y unos meses después, en noviembre, el puesto pasó Ricardo Martín y después a Jacinto Casariego, en febrero de 1922. Este último dimitió en julio, con una entidad ya sumida en una situación económica crítica que obligó a entregar las llaves del Miraflores. De tal forma, se disolvió el Tenerife Sporting Club.

### Fundación del Sporting Club de Tenerife
Tras la disolución del Tenerife Sporting Club, los futbolistas Julio Fernández del Castillo y Rodríguez Bello iniciaron las gestiones para organizar una nueva sociedad. A fin de ello, llegaron a un acuerdo con Caulfield en relación con el campo, y el 8 de agosto de 1922, en una reunión llevada a cabo en el Centro de Dependientes, se funda el Sporting Club de Tenerife, donde el antiguo dirigente García Cames tomó las riendas. La nueva sociedad, autodeclarada «fiel y digna depositaria de las glorias que en sus tiempos primeros enaltecieron al Tenerife», mantuvo —además del campo de juego— los mismos futbolistas e indumentaria, así como parte de los miembros de anteriores juntas directivas; también conservó los trofeos. Además, continuaron los habituales enfrentamientos contra equipos de Gran Canaria, del ámbito local, como el Real Hespérides, el Castro o el Isleño, y los formados por marinos que visitaban la islas. Debido a que la similitud con el nombre del desaparecido Tenerife Sporting Club ocasionaba malentendidos y confusión, se decidió a finales de año que, para 1923, la sociedad cambiase de nombre a Club Deportivo Tenerife.

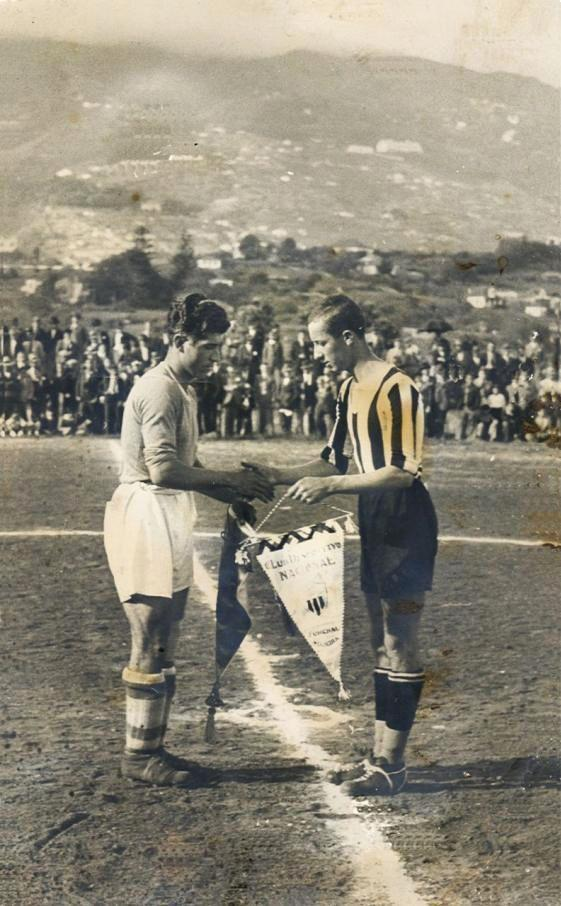
Los capitanes de Tenerife y Nacional intercambian banderines antes de un partido en el viejo Estadio dos Barreiros en torno a 1925

Tras la reorganización, se alzó campeón de la Copa «La Suprema», donada por la fábrica de cigarrillos homónima. Al vencer por 1-0 y 2-0 al Real Hespérides. Por ese tiempo pertenecían a la plantilla jugadores como el portero Emilio Baudet, los defensas Pedro Bello y Manuel Cabrera, los mediocentros Víctor Perera, Francisco Martin y Joaquín Cárdenes, además de los delanteros Agustín Espinosa, Julio Fernández del Castillo, Raúl Molowny, Alfonso Reyes y Graciliano Luis. Así pues, el Tenerife disputó en la temporada 1922-23 un total de cincuenta y dos encuentros —Cárdenes participó en todos—, con un balance de treinta y ocho triunfos, seis derrotas y ocho empates. De tal manera, venció de nuevo al Hespérides (2-0) en el partido para acceder a la Copa «Lucana 66», como entonces era llamado el Campeonato Regional, pero no pudo superar al Marino (0-0 y 2-0). Por otro lado, a finales de 1922 viajó al archipiélago portugués de Madeira para medirse al Marítimo y el Nacional, con motivo del cincuentenario del descubrimiento de la isla, mientras que en mayo de 1923 se enfrentó a una selección de Cádiz (7-1 y 3-1) y en julio al Real Vigo (2-3, 1-0 y 0-0).
Para la campaña 1923-24 se encargó por iniciativa propia de organizar el campeonato provincial, con una copa llamada «Nivaria» a disputarse en formato liga. Así pues, se unieron, por Santa Cruz, el Hespérides, el Fomento del Cabo (después llamado Real Unión), el Salamanca, el Castro, el Luz y Vida del Toscal y el Laurel; al final no se celebró en Las Palmas, por lo que todos los encuentros se jugaron en el Miraflores, a la par que el Hespérides se retiró. El Tenerife, que casi contaba sus partidos por victorias, pues solo había cedido por empate ante el Castro, se proclamó campeón en la última jornada al vencer por cuatro a cero al Laurel, mientras que el segundo puesto se llevó a desempate entre este y el Fomento, ganando los del Cabo por tres a dos.
En junio de 1924 jugó por el título de Campeón de Canarias contra el Santa Catalina, con empate sin goles en el primer partido. Entonces, en el segundo ganó el equipo grancanario por la mínima. A su vez, a finales de agosto el Sevilla se desplazó para jugar dos encuentros, acabando uno con empate a cero y el otro con victoria andaluza por 3-4. Cabe mencionar que en esta época debutó el delantero Ángel Arocha, a la par que el presidente Juan Muñoz Pruneda compró un terreno con el fin de levantar un estadio más grande que el de Miraflores. Finalmente, el Stadium sería inaugurado el 25 de julio de 1925 en un partido contra el Marino, con victoria de tinerfeña por 2-1 y una asistencia cercana a las 7000 personas. A la par, en agosto llegó a la isla el Sevilla y, en septiembre, el Español, que por entonces tenía en sus filas al guardameta internacional Ricardo Zamora.

### Creación de ligas en Canarias (1925-1953)

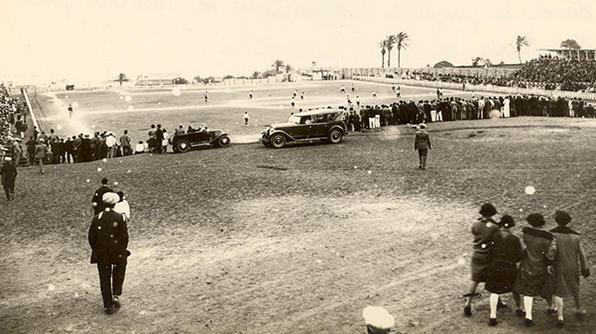
Fotografía del Stadium en 1928

Hacía tiempo que los equipos venían demandando un organismo regulador que se viera en la tarea de arbitrar los torneos, con el objetivo añadido de enviar un representante del archipiélago al Campeonato de España de Copa de manera legítima. Así pues, finales de junio de 1925 se creó la Federación Canaria, con sede en Las Palmas, además de un subcomité de la misma en Tenerife. En la campaña 1926-27 se realizó el primer Campeonato de Canarias en formato de liga, en el que, a excepción del Tenerife —que no participó por divergencias con el comité—, jugaron el Victoria, el Iberia, el Gran Canaria, el Marino, el Fomento y el Athletic Club.
Por otro parte, en la sesión 1927-28 sí se involucró en la nueva Liga Regional de Tenerife, cuyo campeón se enfrentaría al del grupo de Las Palmas en una llave por el Campeonato de Canarias; quedó el último de cinco equipos, al ganar dos de ocho encuentros, siendo los demás un empate y el resto derrotas. De esa manera, hubo de disputar una promoción de permanencia ante el Santa Cruz, primer clasificado del grupo B, en la que salió victorioso. En contraste, alcanzó el segundo puesto en el curso 1928-29, cuatro puntos por detrás del Fomento, mientras que en la final de Canarias cayó ante el Marino. De igual forma, fichó al delantero Bernardino Semán, procedente del Salamanca, a la vez que en octubre de 1929 tomó la presidencia Pelayo López, relevando a Fernando Arozarena.
En las siguientes dos temporadas finalizó la Liga Regional como segundo, así que jugó el Campeonato de Canarias de la 1929-30, en el que cayó derrotado por 5-0 ante el Victoria, no celebrándose en la 1930-31 por no participar la Federación de Las Palmas. En la sesión 1931-32 consiguió el primer puesto de Tenerife, por lo que se clasificó para la Copa del Presidente de la República, donde terminó eliminado en la primera eliminatoria a manos del Betis, que obtuvo un empate a uno en el primer partido y un 1-4 en el segundo. En la campañas 1932-33, 1933-34 y 1934-35 repitió como primer clasificado tinerfeño, mientras que en la 1935-36 quedó segundo; accedió a la Copa de 1934, en la que salió derrotado a las primeras de cambio ante el Hércules por un global de 4-6 (1-4 y 3-2).
En 1945 se incendió la sede, por lo que se perdieron varios trofeos y escritos. Heliodoro Rodríguez López, exjugador del equipo, fue elegido presidente en 1949 tras ser ratificado por el organismo federativo. Durante su mandato se realizaron obras y se renovó gran parte de la cancha, por eso es que en 1950, año de su muerte, el estadio tomó su nombre y se colocó una estatua del mismo. La Unión Deportiva Las Palmas accedió a Segunda División en 1950 a través de la unión de algunos equipos de su isla. El máximo organismo federativo anunció que el campeón regional tinerfeño dispondría de una oportunidad de ascenso en una eliminatoria frente al decimotercer clasificado de Segunda División nacional. Esto motivó el mismo año un acuerdo de fusión entre el Iberia Fútbol Club y el Club Deportivo Price para crear la Unión Deportiva Tenerife, buscando repetir la fórmula que funcionó en Gran Canaria; diversos equipos de la isla ayudaron a la nueva entidad, así como el Tenerife, que le cedió seis jugadores. En 1953 la Unión abandonó la competición, entre otras cosas, porque el Tenerife dejó de apoyarla y empezó a buscar el ascenso por su parte.

### Llegada a categoría nacional (1953-1959)
En la temporada 1952-53, el campeón tinerfeño habría de disputar una eliminatoria a doble partido frente al decimosegundo clasificado del grupo II de Segunda División, lo que era una nueva oportunidad de los clubes para representar a la provincia en categoría nacional. No obstante, la Federación Española dictaminó que era necesario un campo de hierba para poder disputar las competiciones nacionales, por lo que varios equipos como el Real Hespérides y el Real Unión se dieron de baja. Ante la consiguiente exclusión de conjuntos, la federación insular organizó un certamen para dilucidar el ascenso en lugar del tradicional campeonato, conocido como Torneo de Promoción, que lo disputaron finalmente tres clubes. Para esa campaña, la nueva directiva presidida por Imeldo Bello, adquirió a Julio Alonso Arribas, Francisco Vega Martín y Santiago Villar del Atlético de Madrid, a la par que del Plus Ultra —filial del Real Madrid— obtuvo a Juan Ramos Acosta —conocido como «Perla»— y Óscar Castro Sabina, además del entrenador Carlos Muñiz, que venía de hacer «una buena sesión» en el Córdoba. Superó a los otros dos aspirantes —la Unión Deportiva y el Norte— con pleno de victorias, y posteriormente en la eliminatoria de promoción al Orihuela Deportiva por 3-0 y 1-2, con lo que consiguió el ascenso y se convirtió en el «representativo» de la isla. En la vuelta anotaron Arribas en dos ocasiones y Martín, mientras que en el primer encuentro lo hizo Antonio Pedrero.
Para su primera participación en Segunda, la 1953-54, conservó prácticamente el mismo bloque del ascenso, incluido el técnico, a la vez que Domingo Pisaca ocupó el puesto de presidente. Los blanquiazules, en el segundo grupo de la categoría, debutaron con derrota ante el Jerez por 2-1, por lo que tuvieron que esperar una semana después para obtener su primera victoria, al imponerse en el Heliodoro por 1-0 a la Balompédica Linense. Cabe mencionar que en ambos partidos y en el siguiente, Pedrero marcó antes de los primeros cinco minutos, a lo que en los sucesivos encuentros le siguió una racha de goles que lo situó como el máximo anotador del grupo, con veintiún dianas. En cuanto al transcurso de la competición, siguió un esquema que consistía en jugar dos partidos en casa y otros dos fueras, por los altos costes de los viajes, y a pesar de todo, obtuvo resultados abultados como un 8-0 al Mallorca, un 6-1 al Melilla o un 5-2 ante el Hércules. Por otro lado, a pesar de tener al máximo anotador, acabó el sexto clasificado, con catorce victorias, en una liga en la que quedó primera Las Palmas, por lo que se jugaron los primeros derbis canarios.
Tras el cierre del certamen, la directiva cesó a Muñiz y contrató al veterano José Planas para la sesión 1954-55, mientras que el Atlético de Madrid requirió los servicios de los cedidos Pedrero y Villar, si bien regresaron en noviembre. En liga se mantuvo inestable, con varias rachas de derrotas, y en la jornada catorce, cuando se encontraba en el penúltimo puesto, se destituyó a Planas y se trajo de regreso a Muñiz, que con buenos números en casa tanto en estadísticas —un parcial de goles de 29-3 y nueve victorias— y en resultados, como un 4-0 al Castellón y al San Fernando y un 6-0 al Xerez, así como un 5-2 al Real Betis, logró la salvación. Así pues, cerró en la novena posición, con catorce triunfos, además de veinticinco dianas de Arribas que le convirtieron en el máximo anotador del grupo, que incluso en el 6-0 participó como autor de cinco goles.
En la temporada 1955-56, Muñiz volvió a ocupar el banquillo blanquiazul, y a pesar de varios fichajes —Manuel Quevedo «Pantaleón», Pedro Marroig y Juan Ibáñez, entre otros—, tuvo que recurrir al uso de algunos canteranos como Juan Padrón Morales. Más allá de eso, sufrió algunas derrotas abultadas como un 8-3 ante el Jaén, pero logró el noveno puesto con once triunfos. Asimismo, en agosto de 1956, José Badía ganó las elecciones presidenciales y relevó a Domingo Pisaca, quien se mostró «harto de la escasa aportación de las instituciones» en cuanto a ayudas económicas. Por otro lado, en la 1956-57, la difícil situación obligó a deshacerse de varios futbolistas, sin la posibilidad de fichajes, por lo que se tiró de cantera, mientras que se confió en el jugador-entrenador Diego Lozano, que ejerció de defensa. La dupla goleadora conformada por Pedrero y Arribas hizo cuarenta dianas, que ayudaron a conseguir la permanencia en una liga ampliada a veinte equipos.

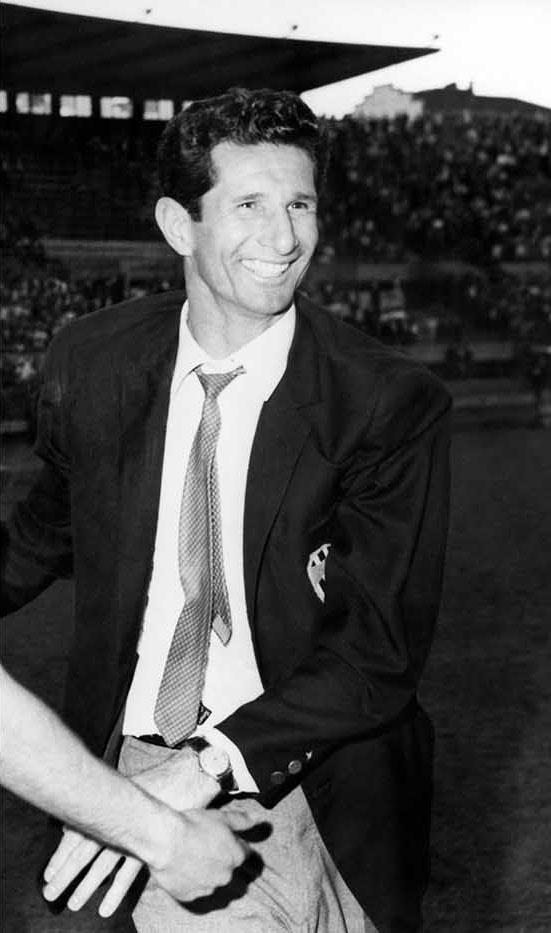
Heriberto Herrera en 1967

Al comienzo de la campaña 1957-58, Badía se marchó y una gestora se encargó del control hasta la llegada de Lorenzo Machado Méndez. Por su parte, Josep Espada Virgós ocupó el puesto de entrenador de un Tenerife que, con doce fichajes, quedó subcampeón del grupo Sur, con dieciocho victorias, a cuatro puntos del Betis. En el curso 1958-59 quedaron cuartos en una categoría modificada de nuevo, ahora con dieciséis conjuntos y la inclusión de una promoción de ascenso para el segundo clasificado. Tras dos empates consecutivos en casa, Espada Virgós dejó paso a su ayudante Antonio Fuentes Fajardo en la jornada veinticinco. A pesar de todo, se clasificó a la Copa del Generalísimo, en la que después de superar al Real Unión Club en un partido de desempate por 5-1, cayó contra el Betis en dieciseisavos de final. De igual manera, en octubre de 1958 disputó un amistoso contra el Real Madrid en el Estadio Santiago Bernabéu, con el que perdieron por 3-2, aunque al tratarse de un equipo con un largo palmarés y recorrido, la actuación tinerfeña recibió elogios por parte de los medios madrileños. A finales de diciembre del mismo año, jugó en el Camp de Les Corts contra un combinado de jugadores del Barcelona y el Condal, con el que cayeron por 5-1, a la par que el Mundo Deportivo argumentó: «Si bien el Tenerife hace fútbol bueno en mitad del terreno, anda carente de rematadores».
En la sesión 1959-60, el nuevo presidente, Ricardo Hodgson Lecuona, tuvo que dar salida a varios jugadores, como Felipe Alberto y Pedrero. José Ignacio Urbieta empezó como entrenador, pues se descartó a Domènec Balmanya; perdió los cuatro primeros partidos, incluido un 8-2 contra el Levante. A pesar de ello, consiguió tres victorias consecutivas que permitieron abandonar el último puesto de la tabla, antes de dar paso al interino Vicente Gimeno en la jornada catorce, hasta la llegada de Heriberto Herrera un mes después, que dejó al club el décimo clasificado. En este curso se produjeron algunos cambios como el de sede a la calle Viera y Clavijo o la creación del filial Tenerife Aficionados.

### Primer ascenso a Primera División (1960-1968)

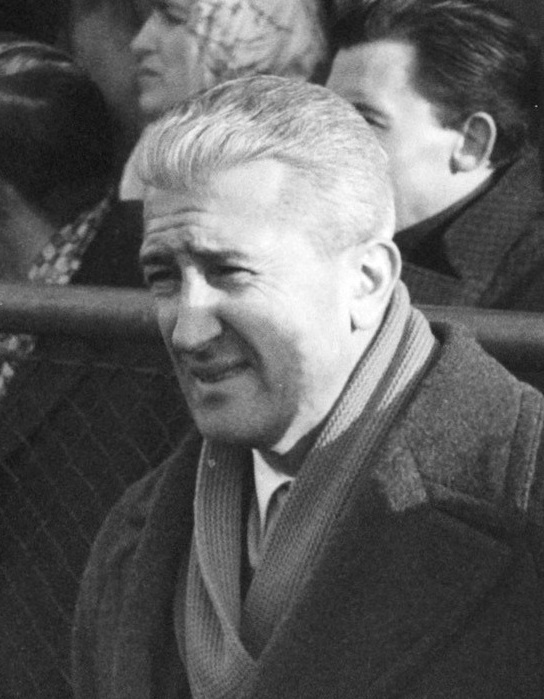
Ljubiša Broćić en 1959

José Antonio Plasencia tomó el puesto de presidente en la temporada 1960-61, en la que con el mismo entrenador, hubo altas como las de César Correa, Enrique Vicedo, Antonio Domínguez y Eustaquio Zubillaga, así como las de los locales José Juan y Ñito. Con diecisiete victorias, confirmó su ascenso de categoría el 30 de abril de 1961 en un partido contra el Extremadura que acabó en empate a cero, correspondiente a la última jornada. Asimismo, Herrera se ganó el apodo de «sargento de hierro» debido a decisiones como prescindir de Vicedo, que llevaba ocho goles en catorce encuentros, por regresar a las seis de la mañana y en «mal estado» al hotel en el que se concentraba el equipo. Por otro lado, en la Copa del Generalísimo llegó hasta los cuartos de final, donde perdió por 3-1 contra el Atlético de Madrid, después de superar al Real Zaragoza y al Elche en las rondas anteriores.
Para su debut en la máxima categoría del fútbol español, la entidad intentó contratar a José Luis Saso, pero finalmente escogió a Ljubiša Broćić, que venía de entrenar al Barcelona. A su vez, fichó a varios jugadores como Jorge Larraz, Tomás Aguirre, Gonzalo Díaz Beitia y Justo Gilberto, si bien otros tuvieron que hacer el servicio militar y causaron baja a principios de campaña. En la octava jornada, en un encuentro contra el Valencia, Plasencia les dijo a Villar y a Padrón que desobedecieran a Broćić, lo que obligó al entrenador a marcharse y al presidente a dimitir. Enric Rabassa sustituyó al serbio, y a pesar de que obtuvo un empate en la cancha del Real Madrid, no pudo remediar quedar en el último puesto de la tabla, con seis triunfos, siete empates y diecisiete derrotas, por lo que con diecinueve puntos, volvió a Segunda División. A pesar de todo, en la Copa del Generalísimo repitió cuartos de final, fase en la que cayó en un partido de desempate contra el Sevilla.
José López Gómez asumió el cargo de presidente en la temporada 1962-63, a la par que Eduardo Toba el de entrenador de un Tenerife que acabó décimo. Con una gran deuda, tuvo que recurrir a la cantera, de la que destacó Javier López con ocho goles en trece encuentros, aunque su racha se vio truncada por una lesión en un choque con el Cartagena, en el que el conjunto blanquiazul acabó con seis jugadores, ya que otros cuatro también se tuvieron que retirar del terreno de juego. Por otro lado, vendió a Julio Santaella (conocido como «Colo») al Betis por 1.3 millones de pesetas a principios de campaña, y a Eleuterio Santos cerca del final por 1.7 millones al Real Zaragoza. En la Copa del Generalísimo superó al Atlético Baleares y al Osasuna, pero cayó ante el Valencia en octavos por un global de 2-3, que se llevó a Ñito días después de la vuelta.
Para la campaña 1963-64, contrató a Paco Campos como entrenador, que se trajo consigo al defensa Alberto Molina y al guardameta Sebastián Grisaleña de Las Palmas, si bien hubo salidas como la de Ñito y Beitia. Asimismo, durante el transcurso del campeonato se produjeron varios cambios en la portería, ya que Andrés Gómez, conocido como «Cuco» y que llevaba en el equipo desde 1951, se vio superado por Antonio Dorta, que al lesionarse, fue sustituido por Javier de Pablos, quien al también ser baja, dio paso a Grisaleña, que ocupó el puesto de titular hasta la recuperación de Dorta y Pablos. En una sesión en la que debutó Martín Marrero, quedó en la quinta posición con catorce triunfos, y en la Copa del Generalísimo cayó en los dieciseisavos ante el Barcelona por un global de 2-8, si bien ganó el segundo partido por 2-1.
El curso 1964-65 únicamente contó con un fichaje que no proviniera del fútbol local, pero sí hubo varias salidas, entre ellas la de Juan Padrón debido a su retiro por «desavenencias con la directiva». Satur Grech tomó el puesto de entrenador, en el que duró veintiún jornadas al ser cesado y sustituido por el interino Santiago Villar. Tras lograr este algunos triunfos pudo con éxito salvar la categoría y evadir la promoción de descenso en la última jornada con una undécima posición. En otro orden de cosas, obtuvo el Trofeo Amberes en reconocimiento a su labor con la cantera y en la Copa del Generalísimo llegó hasta los dieciseisavos luego de caer ante Las Palmas. El entrenador José Iglesias, conocido como Joseíto, se encargó de dirigir la temporada 1965-66, en la que concluyó la primera vuelta en la tercera posición, con resultados como un 7-0 al Constancia, pero cinco derrotas en los últimos seis partidos hicieron que cayera hasta el octavo puesto, a siete puntos del primero. De igual manera, José Juan marcó quince goles, siendo el segundo máximo anotador del grupo, y en un viaje rumbo a Madrid el autocar que trasladaba a los tinerfeños chocó con un camión.
Debido a problemas económicos tuvo que vender a Martín Marrero y José Juan a Las Palmas en la sesión 1966-67, ausencias a las que se sumó la de Alberto Molina por una lesión de largo duración. Asimismo, se produjeron cambios en los grupos y el Tenerife pasó al primero (Norte), en el que con José Luis Riera no ganó ningún partido fuera de casa, pues encajó dos empates y trece derrotas. Justo Gilberto marcó catorce tantos, a la vez que debutó el por entonces juvenil José Antonio Barrios, que hizo nueve goles. De igual forma, cerró el campeonato el undécimo clasificado, mientras que en la Copa llegó hasta dieciseisavos. Antes de empezar la campaña 1967-68, José López dimitió y Eduardo Valenzuela tomó el puesto. A causa de una reestructuración de las ligas esa temporada descendieron ocho equipo de cada grupo, y el Tenerife no puedo salvarse al quedar noveno. Riera solo estuvo al mando en dos partidos, pues se le sustituyó por Ramón Cobo, y este a su vez se le cambió por Santiago Villar.

### Descenso a Tercera División (1968-1971)
Tras el descenso a Tercera División, de cara a la sesión 1968-69 se produjeron cambios como el color de la indumentaria —pantalón blanco y camiseta azul— o el nombre, pasándose a llamar «Tenerife Atlético Club». Si bien en un principio la propia entidad se planteó volver al ámbito regional, la Federación Tinerfeña insistió en no hacerlo. En cuanto al apartado técnico, se fichó a Carlos Galbis, que después de nueve jornadas dio paso al dúo conformado por Santiago Villar y Luis Guiance —que disputó cinco encuentros, con un 8-0 al Béjar— hasta la llegada de Fernando Cova. Este consiguió encadenar, ya con Molina recuperado, doce triunfos consecutivos en casa que sirvieron para lograr la quinta plaza. Por otro lado, se vendió a Barrios al Granada y respecto a la presidencia, Valenzuela dimitió y José González Carrillo le relevó.
García Verdugo tomó las riendas para la campaña 1969-70, en la que el Cabildo de Tenerife tuvo que comprar el estadio para «garantizar la supervivencia económica» de la entidad, pues tenía una deuda superior a las treinta millones de pesetas. Por otra parte, no se contó con Álvaro Hernández, quien llevaba más de diez años en la plantilla y era el único jugador que quedaba del ascenso a Primera División. En el plano competitivo, quedó el segundo clasificado, tres puntos por debajo del Moscardó y con un registro de cuatro victorias fuera de casa por diecinueve partidos.
Un casillero de invicto como local, de diecisiete triunfos, dos empates y tres goles encajados, ayudó a alcanzar la primera plaza en la sesión 1970-71. Pero esta vez con otras reglas, pues la categoría pasó de tener ocho grupos a cuatro, y a pesar de acabar la primera vuelta en la octava posición. El ascenso se confirmó en la penúltima jornada con una victoria por 4-0 ante el Real Unión Club, mientras que en la Copa del Generalísimo llegó hasta dieciseisavos de final, donde perdió contra Las Palmas por 0-4.

### Etapa en Segunda División (1971-1976)
Para la vuelta a Segunda División en la campaña 1971-72, se contó con la participación de algunos canteranos como Felipe Martín o Antonio Cantudo. De igual manera, Danny Bergara y José Juan, que regresó de Las Palmas y firmó catorce goles, se unieron al bloque del ascenso. Por otra parte, se confió el puesto de entrenador otra vez a García Verdugo, que tras quince partidos en los que obtuvo tres triunfos, fue sustituido por Héctor Núñez, quien terminó el curso con un noveno puesto. Asimismo, se completó el traspaso del delantero Juanito Díaz, que llevaba en la entidad desde 1965, al Barcelona por 4.5 millones de pesetas. Ignacio Eizaguirre cogió el banquillo para la sesión 1972-73, pero tras cuatro partidos sin marcar, la directiva volvió a confiarle el puesto a Núñez, mientras que en el apartado presidencial, Pisaca relevó a González Carillo. No consiguió ningún triunfo fuera de casa, y al empatar ante el colista Valencia Mestalla en la última jornada, terminó en el puesto catorce y tuvo que disputar la promoción de permanencia. En ella se enfrentó a un Ensidesa al que superó por 6-2 en la ida, con goles de Manuel Medina (por partida doble), Jorge Fernández (que firmó un triplete) y Esteban Jorge, y con el que no pasó del empate a cero en la vuelta.

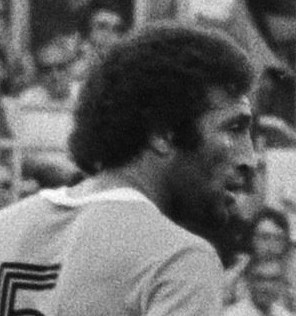
Julio Montero Castillo en 1974

Antes del comienzo del curso 1973-74, Pisaca dejó el puesto y este pasó a Cristóbal González Cano, a la vez que la Federación Española permitió dos plazas para extranjeros en las competiciones nacionales. De tal forma, fichó a los uruguayos Ángel Ferreira y Pedro Kraus, así como al técnico Dagoberto Moll. Quedó el cuarto clasificado, a cinco puntos del líder, mientras que en la Copa del Generalísimo cayó en la quinta ronda ante el Betis, aunque remontó un 3-0 contra el Córdoba en la eliminatoria anterior. Por otro lado, al término de la campaña, el Sevilla compró a Antonio Cantudo por doce millones de pesetas.
En la temporada 1974-75 ingresaron el guardameta paraguayo Alcides Báez —por lo que Kraus tuvo que salir— y Justo Gilberto, que volvió tras siete años en Las Palmas. En diciembre dimitió González Cano y una junta de urgencia presidida por Manuel Abreu destituyó a Moll, a quien sustituyó José María Negrillo una vez cumplida la jornada catorce. El exjugador Julio Santaella alcanzó la presidencia en enero de 1975, y al equipo con el nuevo entrenador solo se le escapó un punto en el Heliodoro, a la vez que tras tres meses de iniciado el curso y luego de varios fallos en partidos consecutivos, Báez perdió la titularidad en favor de Manuel Domínguez. Por otra parte, quedó el duodécimo clasificado, salvándose de jugar la promoción de permanencia en la última jornada ante el Cádiz, en la que sería la única victoria fuera de casa. Felipe Mesones tomó el mando técnico para la campaña 1975-76, en la que se fichó a algunos jugadores como Antonio Illán (que anotó diecinueve goles), Hugo Fernández o Julio Montero Castillo. Si bien estuvo en la pelea por el ascenso durante la mayor parte de la temporada, una derrota por 0-3 contra el Córdoba a falta de cinco jornadas hizo que se saliera y cayera a la séptima posición. Por otra parte, en la Copa del Generalísimo lo eliminó el Real Zaragoza por un global de 1-2 en los cuartos de final, venciendo en la eliminatoria anterior al Real Madrid por 2-1.

### La segunda era de José López Gómez (1976-1986)

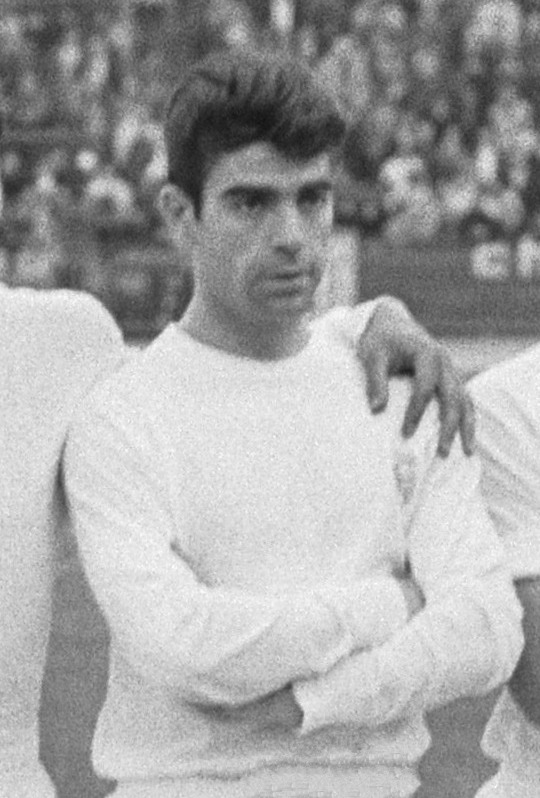
Manuel Sanchís en 1966

Para la sesión 1976-77, Mesones salió y en su lugar entró Mariano Moreno, y en la octava jornada, con el equipo cuarto pero con futbolistas expedientados y críticas del propio entrenador a la directiva, dimitió Santaella Benítez. A finales de diciembre, la junta separó a Moreno de la plantilla y lo expedientó, pues se unió al posicionamiento de los jugadores, que llevaban tiempo sin cobrar. Entonces, Ñito ejerció como técnico interino en cuatro partidos, en los que no consiguió ganar, hasta el regreso de Monero, al tiempo que José López Gómez salió elegido presidente. A pesar de entrar cuando estaba en descenso, nueve partidos sin perder hicieron que ascendiera hasta la sexta posición, a cinco puntos del ascenso; por otra parte, se retiraron Alberto Molina, al inicio, y Justo Gilberto, al final.
Manuel Sanchís fichó como técnico para la campaña 1977-78, en la que se tuvo que desprender, por deudas, de Esteban Álvarez, Jorge Fernández, Crispín Maciel (que venía de firmar veinte dianas), Kraus y Ferriera. Más allá de eso, no pudo mantener la categoría, al consumar su descenso con un 4-1 ante en Real Zaragoza, mientras que en la Copa del Rey llegó hasta los octavos de final. Tras bajar a Segunda División B, de cara al curso 1978-79 se desprendió de una decena de futbolistas, si bien se mantuvo a Sanchís, que duró hasta la octava jornada, cuando su ayudante Olimpio Romero le sustituyó. Dos meses sin conocer la derrota hicieron que alcanzara la segunda posición, pero algunas derrotas en el tramo final lo dejaron el sexto clasificado.
En la sesión 1979-80 alcanzó el tercer puesto, mientras que el canterano Víctor Celso marcó diecisiete dianas, tras lo cual Las Palmas lo compró por veinte millones de pesetas. En el siguiente curso fichó a José Ramón Lamelo, a pesar de que a Romero le quedaba un año de contrato, y quedó quinto, con la venta de Julio Durán y Román Miranda al Atlético de Madrid para reducir la deuda que tenía. Por otra parte, se produjo el regreso de Barrios doce años después, para conformar una dupla goleadora con Chalo, quien firmó veinte dianas. En la Copa del Rey cayó en la segunda ronda en manos del Recreativo de Huelva, no sin antes vencer a Las Palmas por un global de 4-3 en la primera. El técnico José Iglesias regresó para la temporada 1981-82, en la que se dieron huelgas y confrontaciones entre miembros de la plantilla, ya que algunos no siguieron las protestas de la Asociación de Futbolistas Españoles (AFE). A su vez, también volvió Juan Díaz, que a causa de lesiones solo pudo disputar cuatro partidos y a falta de doce jornadas para el cierre abandonó la plantilla. Con el equipo en descenso, Iglesias fue sustituido por José María Ramos, quien recuperó a los apartados Francisco Brito y Álvaro González, y logró el decimotercer puesto.
El puesto de entrenador en la campaña 1982-83 se le confió a José Ramón Fuertes, que contó con algunos refuerzos como Agustín Lasaosa, Ramón Masqué y Peio Aguirreoa, así como el de Rubén Cano, que venía de ser internacional con España años antes. Diez victorias en los últimos trece encuentros catapultaron al equipo a los primeros puestos, y con un 6-0 al Compostela certificó su ascenso al quedar segundo. En ello tuvieron que ver tanto Lasaosa como David Amaral, ya que marcaron veintitrés y quince dianas, respectivamente. Fuertes abrió la temporada 1983-84, en la que ingresaron en la plantilla algunos jugadores como Gilberto Yearwood, Julián Ordoki, Pedro Camus, Ramón Eizmendi o Martín Abad. Con el equipo en descenso tras una derrota por 4-1 contra el Celta de Vigo, Juan José García sustituyó en febrero al destituido Fuertes, y con él llegaron los refuerzos de Voro, cedido por el Valencia, y Ramón Maradiaga. Dos victorias en los últimos partidos, incluida una en el campo de Las Palmas, hicieron que certificara la permanencia; aun así, no pudo superar al equipo de Gran Canaria en la Copa de la Liga, pues cayó por un global de 4-8.
Para la sesión 1984-85 se fichó al técnico Dragoljub Milošević, que tuvo que ver como la mayor parte de la plantilla secundó una nueva huelga de la AFE, además de impagos por parte de la directiva, que apartó a Cano, Brito y Lasaosa. Por ello, tuvieron protagonismo canteranos como Quique Medina; por ejemplo, la segunda jornada, ante el Deportivo de La Coruña, la disputaron nueve juveniles, ya que los demás estaban de protesta. En la siguiente campaña se renovó gran parte del plantel, con la adquisición de Julio Suárez, Xabier Sirvent, Chuti, Lacalle y Rafael Alonso, entre otros. El técnico serbio, que llegó a comentar en una rueda de prensa «Tendremos que ir a buscar la salvación fuera de casa, porque aquí no podemos jugar con tranquilidad», a causa del ambiente instaurado en el Heliodoro por los malos resultados, fue destituido en febrero y su lugar lo pasó a ocupar Domingo Rivero, que era preparador del juvenil. El cambio no pudo hacer que el equipo se salvara, pues finalizó penúltimo; en la Copa del Rey, no obstante, llegó hasta los octavos de final, tras eliminar al Sporting y el Valencia.

### Época Dorada y la era de Javier Pérez (1986-2002)

#### De Segunda B a Primera División (1986-1992)

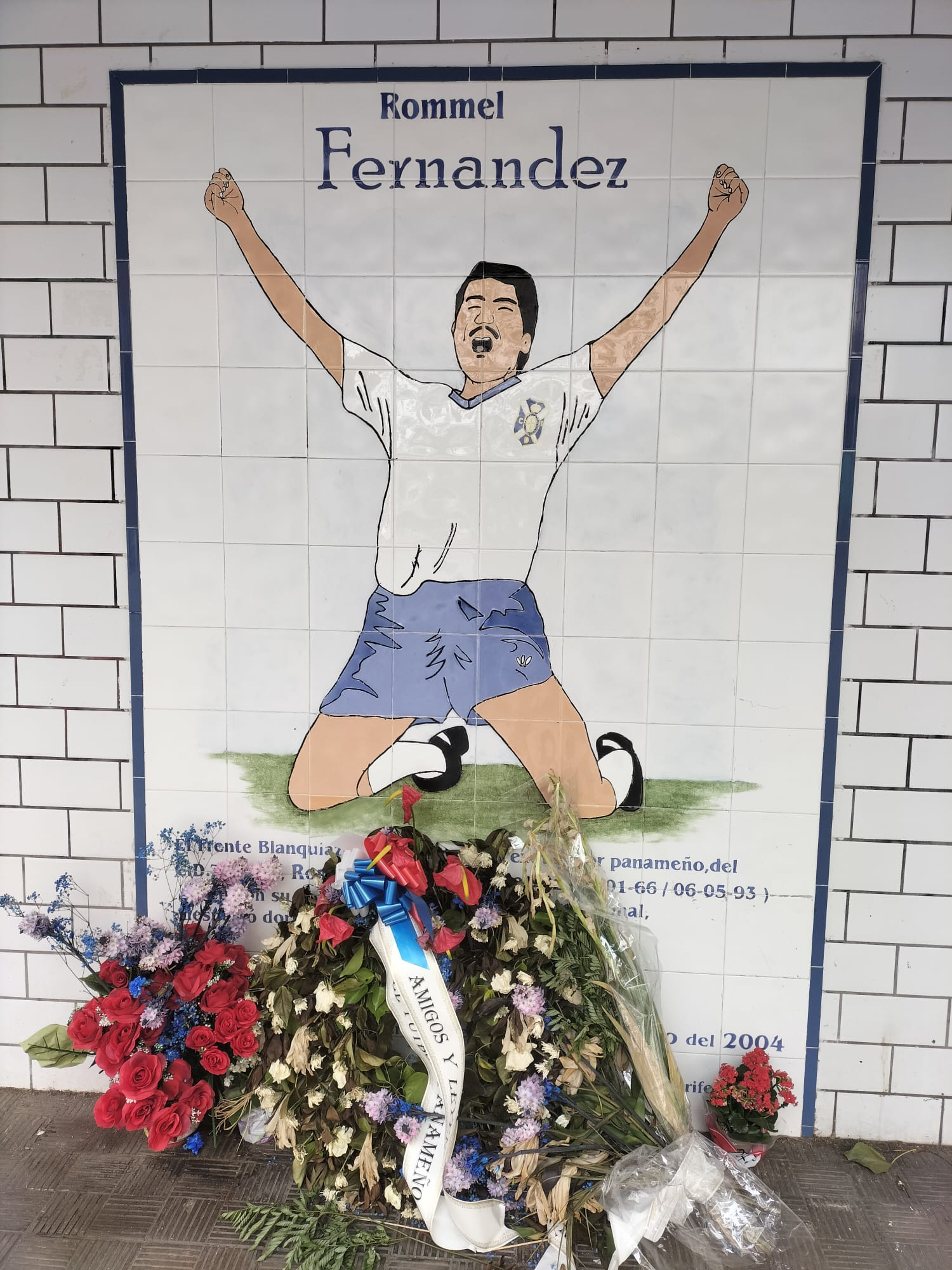
Homenaje a Rommel Fernández en el Heliodoro

De cara a la campaña 1986-87, Javier Pérez Pérez asumió la presidencia, a la vez que Martín Marrero el puesto de entrenador. Se fichó a algunos canarios, como Isidro García, Felipe Hernández o Pedro Martín, que venían de equipos de Tercera División y que se unieron a los goleadores Julio Suárez y Víctor Celso, que anotaron diecisiete dianas cada uno. Con veintiún triunfos y cuatro derrotas, quedó campeón, al tiempo que certificó su ascenso a falta de tres jornadas para el final al superar al San Sebastián por 5-1. Por otro lado, en el verano de 1986 se fichó al jugador panameño Rommel Fernández, tras despuntar en el III Campeonato Mundial de Fútbol de la Emigración, celebrado en los municipios Guía de Isora, Granadilla de Abona, Adeje y Arona; empezó en el filial, ya que en Segunda B no podían participar extranjeros. Marrero comenzó la temporada 1987-88, pero tras siete jornadas disputadas, y estando en la decimosexta posición, le sustituyó Pepe Alzate. El nuevo técnico finalizó en el duodécimo puesto un curso en el que se unieron al plantel algunos como Guina Gallon, Ricardo Ortega Mínguez, Luis Delgado Vargas o José María Noriega, así como Rommel Fernández.
Para la campaña 1988-89 se contractó al entrenador Benito Joanet, que alzó al equipo hasta la tercera posición, a un punto del ascenso directo. Superó la promoción de ascenso frente al Real Betis al vencer por 4-0 en la ida, con dos anotaciones de Rommel —que ese curso hizo veintidós goles—, y perder por 1-0 en la vuelta. En su regreso a la máxima categoría, correspondiente con la sesión 1989-90, Vicente Miera tomó las riendas técnicas, pero fue cesado a finales de enero, con Xabier Azkargorta como recambio. Si bien no pudo sacar al conjunto del descenso, un gol en propia de Manolo Hierro ante el Cádiz en la penúltima jornada certificó la clasificación para la promoción de permanencia, cuyo primer partido, contra el Deportivo, concluyó con un empate sin goles en el Heliodoro. En la vuelta, un cabezazo de Eduardo Ramos a pase de Albert Ferrer dio la victoria a los tinerfeños, con la consecuente salvación.
Azkargorta empezó la temporada 1990-91, que arrancó con el fichaje del centrocampista argentino Fernando Redondo, en lugar del de Pedro Troglio, que los medios de comunicación daban por hecho. Se unieron, asimismo, Paqui Veza, Marcel Sabou, José María Salmerón y el portero Agustín Rodríguez, que vino para competirle el puesto a Manolo López. Al entrenador se le comunicó su cese tras un empate en la decimoséptima jornada, y entonces se le confió el puesto a Jorge Solari, que realizó algunos cambios tácticos como el retraso de Felipe Miñambres y Quique Estebaranz. Solari, a pesar de debutar con una derrota por 6-2 contra el Valladolid, consiguió cinco victorias consecutivas y ascender en la clasificación hasta el decimocuarto puesto. En la sesión 1991-92 se fichó a Pizzi (que hizo quince goles), Óscar Dertycia, Sebastián Cruzado (Chano) y Antonio Mata, y a mediados de abril y con el equipo en el decimosexto puesto, se cambió a Solari por Jorge Valdano. El nuevo entrenador, que venía de ser comentarista y en el que se fijó el secretario técnico Santiago Llorente, puso dos condiciones para su llegada: un contrato por una temporada más y tener a Ángel Cappa como ayudante. Consiguió la salvación con cuatro victorias en sus ocho partidos, siendo dos 2-1 ante el Valencia y el Barcelona, un 4-1 al Sevilla y una remontada por 3-2 al Real Madrid que le privó de ganar la competición en favor del Barcelona.

#### Clasificaciones para la Copa de la UEFA y Ligas de Tenerife (1992-1997)
En la campaña 1992-93 llegaron los refuerzos de José Manuel Ochotorena, César Gómez y Ezequiel Castillo. Seis victorias consecutivas catapultaron al conjunto entrenado por Valdano hasta los puestos altos de la clasificación, al punto en que en la última jornada debía ganar al Real Madrid si quería entrar en puestos de competición europea, y lo hizo con un 2-0. Así, terminó en el quinto puesto, con otros quince goles de Pizzi, y volvió a dejar a los madrileños sin título. Como agradecimiento, el Barcelona invitó al conjunto al Trofeo Joan Gamper, que los tinerfeños se llevaron al derrotar a los catalanes en la final por 1-3. Para la sesión 1993-94 se fichó a Diego Latorre, Percy Olivares, Nacho Conte y Carlos Aguilera, entre otros. En la Copa de la UEFA alcanzó los octavos de final, donde cayó ante la Juventus de Turín por un global de 2-4 (3-0 en la ida y 2-1 en la vuelta), no sin antes superar al AJ Auxerre (3-2) y al Olympiakos (5-5, v.). Por otro parte, en la Copa del Rey llegó hasta las semifinales, ronda en la que no pudo con el Celta de Vigo (2-5), si bien venció al Valencia en los octavos por 5-4 y al Real Madrid en los cuartos de final por 5-1, con un 0-3 en el partido de vuelta en el Santiago Bernabéu. En la competición liguera quedó décimo, y tras el final del curso el Madrid se hizo con los servicios de Valdano y Redondo; la venta del último, por 500 millones de pesetas, trajo consigo a Víctor Manuel y Luis Miguel Ramis.

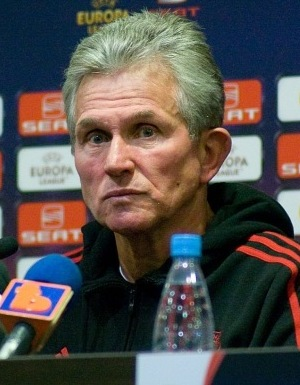
Jupp Heynckes en 2013

Tras la salida de Valdano, en la temporada 1994-95 llegó Vicente Cantatore, así como los jugadores Juanele, Vivar Dorado, los guardametas Marcelo Ojeda y José María Buljubasich, y Pizzi, que había sido cedido al Valencia; salieron Pier y Dertycia. En el plano competitivo, acabó en el decimoquinto puesto —a un punto de la promoción de permanencia— y en la Copa del Rey cayó en las rondas previas ante una Las Palmas que militaba en Segunda B. En la siguiente sesión vino el técnico Jupp Heynckes, al tiempo que se empezó a dar tres puntos por victoria, en lugar de dos. A su vez, Pizzi ganó el Trofeo Pichichi con treinta y un dianas, y el entrenador dio cancha a futbolistas como Alexis Suárez, Toni Robaina, Slaviša Jokanović y Ojeda, con los que consiguió el quinto puesto, y por lo tanto la clasificación para jugar en Europa. Por otro lado, en la Copa del Rey salió derrotado en los cuartos de final por un 0-3 ante el Atlético de Madrid.
En la campaña 1996-97 se marcharon los delanteros Aguilera y el internacional español Pizzi, este último al Barcelona, y llegaron Meho Kodro y los defensas Sergio Ballesteros y Pablo Paz. En la liga quedó el noveno clasificado, con dos goleadas por 6-0 al Sporting y al Compostela, mientras que en la Copa de la UEFA llegó a las semifinales, donde ganó en la ida por 1-0 al Schalke 04 con una anotación de penalti de Miñambres. No obstante, en la vuelta cayó en la prórroga, con una diana de los alemanes en el minuto 107. Antes superó al Maccabi Tel Aviv (4-3), a la Lazio (5-4), al Feyenoord de Róterdam (4-2) y al Brøndby IF (2-1). Juanele anotó en la competición un total de cuatro goles, dos de ellos en la remontada en el encuentro de vuelta en el Heliodoro ante la Lazio, que acabó con un 5-3.

#### Declive (1997-2002)
Tras la marcha de Heynckes al Real Madrid, en la campaña 1997-98 llegó Víctor Fernández, que vivió la salida de César Gómez y los fichajes de Ferdi Vierklau y Roy Makaay al Vitesse por 2000 millones de pesetas, Samuel Slovák y Domingos Paciência, este último por 1300 millones. Se despidió al entrenador pasada la décima jornada, con una derrota incluida en la Copa del Rey ante Las Palmas (4-5), y a él le siguieron dos, Artur Jorge (llegó a mediados de noviembre) y Juan Manuel Lillo (finales de febrero), quien sirvió de revulsivo y dejó al equipo en el decimoquinto puesto, con doce goles de Kodro. La salvación le valió a Lillo la renovación para la sesión 1998-99, en la que apenas se acometieron fichajes, y tras malos resultados, a finales de diciembre le sustituyó Carlos Aimar. Entonces, en el mercado de inverno se contractó a Federico Lussenhoff, Federico Basavilbaso, Javi López, Mista y Pier, en un intento por no descender. Aun así, y con un tándem conformado por Robi y Miñambres (que se retiró para la ocasión) para las últimas seis jornadas, no pudo conseguirlo, ya que finalizó penúltimo.

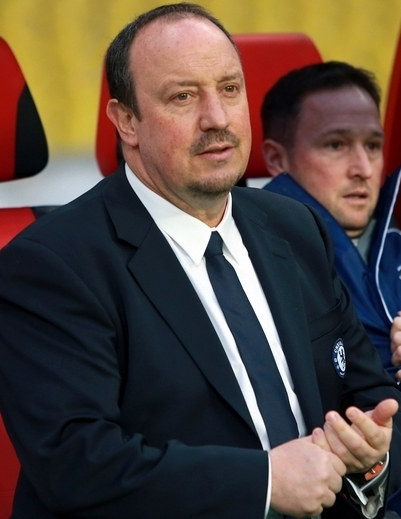
Rafa Benítez en 2013

Para su regreso a Segunda, correspondiente con el curso 1999-2000, se hizo con los servicios del técnico Mauro Sandreani, que contó con algunos fichajes como los de Hugo Morales, Barata y Ígor Simuténkov. Por el contrario, salieron Jokanović, Juanele, Chano, Makaay, Julio Llorente y Antonio Mata, y no tardó en hacerlo Sandreani, que duró siete partidos. Le sustituyó Fernando Castro, que tras alejarse de los puestos de arriba fue cambiado por Ángel Cappa; con seis partidos dejó al conjunto en el decimocuarto puesto. Por el camino, un triunfo por 0-4 al Leganés dejaba a los chicharreros en el cuarto puesto, pero una supuesta alineación indebida del canterano Jordi Ocaña hizo que el Comité de Disciplina Deportiva le diera los tres puntos a los madrileños, si bien meses después se los concedió al Tenerife.
El puesto de entrenador para la campaña 2000-01 se le confió a Rafa Benítez, que adquirió a los jóvenes Sergio Aragoneses, José Luis Martí, Luis García, Antonio Hidalgo, Curro Torres, Gerardo Torrado y David Charcos. La capacidad defensiva del conjunto y la goleadora de García, que marcó dieciséis dianas, así como la de Mista y Barata, con diez cada uno, lo alzaron al tercer puesto, por debajo de Betis y Sevilla. Certificó su ascenso en la última jornada con una victoria por la mínima en el campo del Leganés, con una anotación de falta de Hugo Morales. El triunfo significó un empate a puntos con el Atlético de Madrid, cuya diferencia de goles era menor; no obstante, los madrileños estuvieron peleando hasta días antes, sin éxito, que los papeles de Barata no estaban en regla y que el Tenerife era consciente. Por otro lado, en la Copa del Rey llegó hasta los octavos de final, donde cayó por un global de 0-4 ante el Mallorca.
Benítez abandonó el puesto para la temporada 2001-02 y se fichó a Pepe Mel, que tras algunos traspiés, como una derrota ante el Lanzarote por 5-1 en la Copa del Rey, fue cambiado en febrero por Javier Clemente. Mientras tanto, causaron alta algunos jugadores como Javi Venta, Muñoz Mustafá, David Bermudo, Manel Menéndez, Iván Ania, Xisco Muñoz o Esteban Fuertes, a la par que tomaron protagonismo los canteranos Vitolo Añino y Acorán Barrera. A pesar de que Clemente, que llegó con el equipo último, encadenó cuatro partidos sin perder, no pudo lograr la salvación, ya que solo puntuó en dos de los ocho últimos partidos, con victoria incluida ante Las Palmas (0-1) en la penúltima jornada. De igual forma, se sucedieron incidentes entre aficionados y jugadores, como un ladrillazo al coche de Lussenhoff tras un 1-5 contra el Valladolid.

### Periplo en Segunda y llegada de Miguel Concepción (2002-2008)

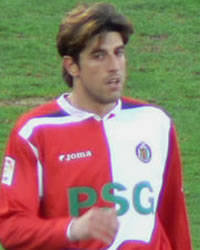
Veljko Paunović en 2006

Con el regreso a Segunda División, de cara a la campaña 2002-03 salieron Pablo Paz, Hugo Morales, Lussenhoff, Slovák y André Luiz (por trece millones de euros al PSG), y entraron Jesús Vázquez, Edu Moya, Veljko Paunović, quien hizo dieciocho goles, Ayoze Díaz, Kiko Ratón y Sebastián Corona. Por otro lado, en el plano administrativo, Javier Pérez abandonó en diciembre el puesto de presidente tras ganar Víctor Pérez Ascanio las elecciones; la nueva directiva decidió cambiar al técnico Ewald Lienen por el exjugador David Amaral, que alcanzó el octavo puesto. En la temporada 2003-04 se dieron salidas como las de Alexis Súarez, Martí, Bruno Marioni e Iván Ania, al tiempo que ingresaron Keko, César La Paglia, Robert Enke y Miroslav Đukić, y debutó el canterano Cristo Marrero. Tras una racha irregular, a principios de enero se reemplazó a Amaral por Martín Marrero, que logró repetir la misma posición que el curso anterior, tras solo ceder en cinco de los veinticuatro encuentros que dirigió.
El puesto de entrenador para el ejercicio 2004-05 se le confió a Pepe Moré, que adquirió a Mariano Bombarda, Daniel Fagiani, Marián Kelemen, si bien salieron Barata, Aragoneses y Basavilbaso. El nuevo técnico fue cesado y cambiado por Barrios en enero, que alzó al equipo hasta el noveno lugar. Por otro lado, en la Copa del Rey superó al Celta de Vigo por 3-1, pero no pudo con el Real Madrid en la segunda ronda, pues perdió por 1-2 en la prórroga. Así pues, Barrios abrió la temporada 2005-06 y duró hasta noviembre, ya que, a principios de mes, fue reemplazado por Antonio López Habas, y a este le siguieron dos entrenadores más, siendo Amaral, que dirigió catorce encuentros, y Bernd Krauss, que cerró el curso en el decimoctavo lugar. En el apartado administrativo, en diciembre Pérez Ascanio dimitió ante la crisis tanto económica como deportiva, y en su lugar Miguel Concepción accedió a la presidencia.
En la siguiente campaña se dio baja a veintiún jugadores, al tiempo que se fichó a diecisiete, entre ellos Marc Bertrán, Pablo Sicilia, Manolo Martínez, José Antonio Culebras y Tomasz Frankowski, y debutó el canterano Iriome González. En cuanto al apartado técnico, Krauss continuó hasta diciembre, cuando al estar en la decimonovena posición se le cambió por Casuco, que tras alcanzar el séptimo puesto acordó irse aún faltando dos jornadas para el cierre, que las cubrió Toño Hernández. De tal manera, José Luis Oltra tomó el puesto de cara a la temporada 2007-08, en la que llegó como cedido del Levante, si bien en enero lo hizo de su propiedad, el delantero Nino, que anotó diecisiete goles. Por otro lado, quedó undécimo clasificado, tres puntos por encima de las posiciones de descenso.

### De Primera a Segunda B (2009-2011)

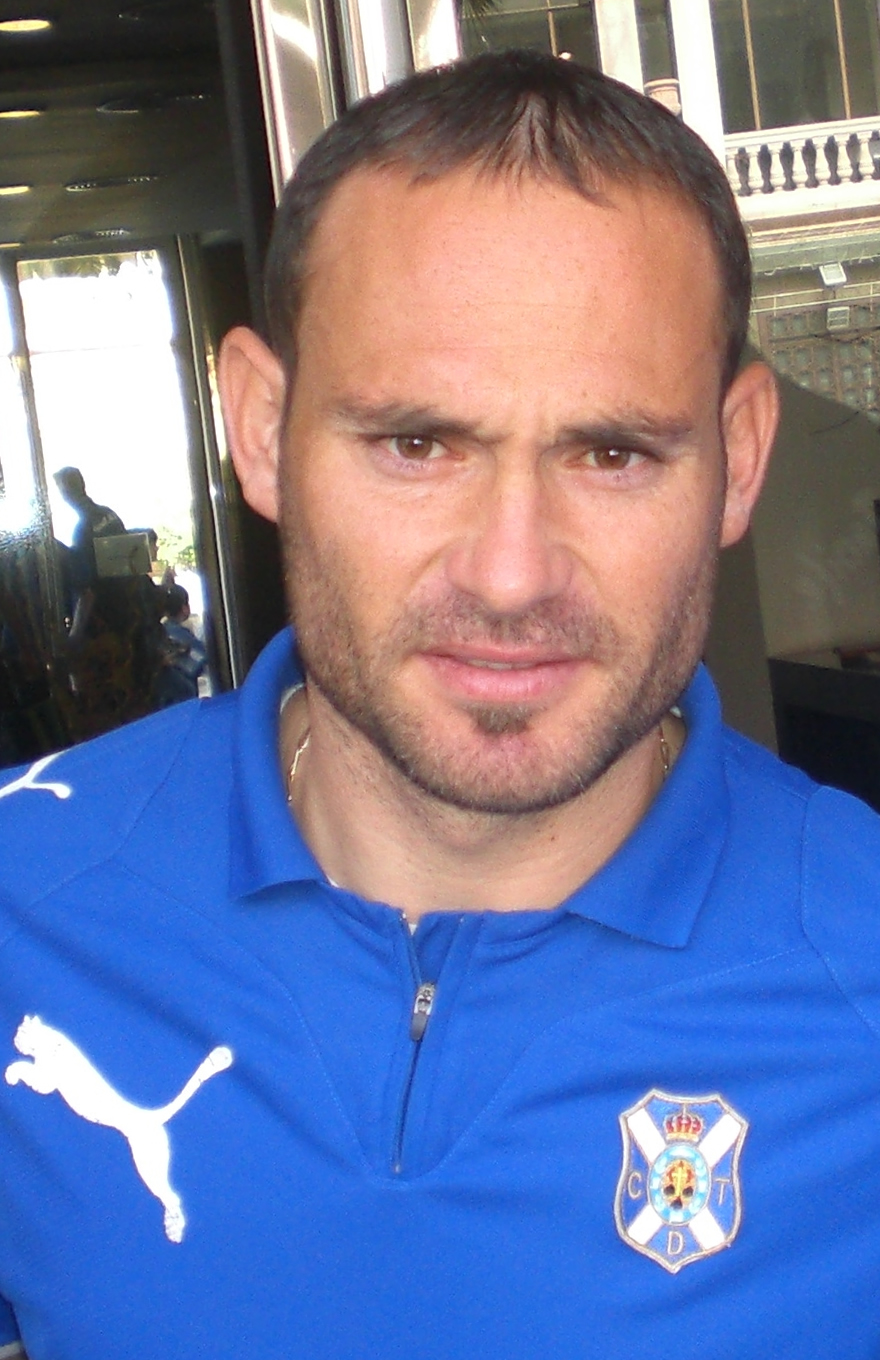
Nino en 2010

El curso 2008-09 comenzó con la llegada de Alejandro Alfaro, Ezequiel Luna, Richi, Mikel Alonso, Dani Kome, Juanlu Hens, Luis García y Pau Cendrós, así como con el regreso de Aragoneses. En la jornada veinte entró en los puestos de ascenso para no salir, al punto de situarse líder en la antepenúltima jornada tras superar al Xerez, que por entonces ocupaba el puesto, por 2-0 y con un jugador menos desde el minuto veintisiete. Así, en la siguiente jornada consiguió el ascenso a Primera División venciendo al Girona por 0-1, con gol del camerunés Kome. Por otra parte, Nino se consagró como el jugador con más anotaciones, con veintinueve, por lo que se hizo con los premios Pichichi y Zarra; el cedido Alfaro firmó veinte dianas. Para la sesión 2009-10 se conservó el bloque de jugadores de la anterior, aunque con la salida del capitán Cristo Marrero. Solo logró vencer en un partido fuera de casa, de forma que los resultados irregulares le llevaron a permanecer la mayor parte de la competición en los últimos puestos, jugándose la permanencia en la última jornada. En ella cayó contra el Valencia por 1-0, con un gol en el minuto noventa, si bien la igualada no servía —únicamente la victoria—, pues el Málaga empató, dejando a los tinerfeños penúltimos.
Para la campaña 2010-11 no se contó con Oltra, al tiempo que salieron Ayoze García, Ángel Rodríguez, Richi, Culebras y Manolo Martínez, cuyas idas suplieron Melli, Igor de Souza, Natalio Lorenzo, Julio Álvarez y Grégory Béranger. En apartado técnico, llegaron a pasar hasta cinco, siendo Gonzalo Arconada (cuatro encuentros), el interino Alfredo Merino (uno), Juan Carlos Mandiá (quince), Antonio Tapia (doce) y David Amaral (diez). Ninguno de ellos pudo evitar un descenso ya consumado jornadas ante del final, de manera que acabó antepenúltimo, ocho puntos por debajo del siguiente. En la temporada 2011-12 quedó encuadrado en el primer grupo de la tercera categoría, con la llegada de jugadores como Jorge Perona (dieciséis goles), Luismi Loro, Chechu o Aridane Santana, comenzando con el entrenador Antonio Calderón, que luego de veintiún partidos dio paso a Andrés García Tébar, que a su vez fue sustituido por el interino Quique Medina. Este se encargó de dirigir al equipo en las últimas cinco jornadas, finalizando como segundo, y en la promoción de ascenso, en la que superó la primera fase (4-1 al Badalona) y la segunda (4-2 al Linense), pero cayó en la final ante la Ponferradina (1-3).
En la sesión 2012-13 se apostó por Álvaro Cervera como entrenador, quien logró llegar como líder del primer grupo hasta el parón de invierno. Posteriormente, se proclamó campeón a dos jornadas del final, con un Aridane que marcó veinticinco dianas y un Aragoneses que consiguió ser el guardameta menos goleado. Así pues, ascendió al vencer en la promoción de campeones al Hospitalet por un global de 3-2, imponiéndose en el Heliodoro por 3-1 —anotaron Loro, Raúl Llorente y David Medina—, renta que permitió una derrota por la mínima en la vuelta. Por otra parte, quedó subcampeón de Segunda B, al salir derrotado contra el Deportivo Alavés en la final (2-3).

### Vuelta a Segunda División (2013-presente)
De cara a la temporada 2013-14 se dieron varios cambios en la plantilla, tales como la llegada de Carlos Ruiz, Raúl Cámara y Aitor Sanz o la consolidación de algunos canteranos como Roberto Gutiérrez —en sustitución de Aragoneses—, Cristo Martín, Suso Santana o Ayoze Pérez, quien hizo dieciséis anotaciones. A pesar de que no ganó su primer partido hasta la séptima jornada, el equipo dirigido por Cervera llegó a colocarse cuarto clasificado en la entrega treinta y cinco, pero siete derrotas consecutivas, en las que no marcó gol alguno, hicieron que finalizara undécimo. Los números de Ayoze le sirvieron para fichar por el Newcastle en la campaña 2014-15, lo que reportó el ingreso de dos millones de euros. Por otra parte, llegaron Ulises Dávila y Diego Ifrán, mientras que la titularidad en la portería se la alternaron hasta cuatro guardametas, siendo estos Jacobo Sanz, Gutiérrez, Carlos Abad y Dani Hernández. En cuanto a resultados, tras una racha irregular, a principios de febrero se cambió a Cervera por Raúl Agné, finalizando como decimoséptimo, cuatro puntos por encima del descenso.
En la sesión 2015-16 se sumaron a la plantilla en calidad de cedidos Saúl García, Tomás Martínez, Anthony Lozano, Thierry Moutinho y Jon Aurtenetxe, al tiempo que tomaron protagonismo los canteranos Nano Mesa —que hizo catorce goles—, Omar Perdomo, Jorge Sáenz y Cristo González. Un balance de dos triunfos en las primeras once jornadas llevaron a la destitución de Agné, que fue relevado por el exjugador José Luis Martí; en la que sería su primera experiencia en los banquillos logró el decimotercer puesto. Mesa fichó por el Éibar en la campaña 2016-17 por 3.2 millones, y por contra, llegaron Aarón Ñíguez, Amath Ndiaye, y en el mercado de invierno, el internacional japonés Gaku Shibasaki. Tras iniciar en descenso, fue subiendo puestos con el paso de las jornadas, finalizando en los puestos de promoción como cuarto clasificado. Así pues, en la primera eliminatoria pasó tras empatar con el Cádiz, ya quedó mejor posicionado, pero en la final cayó ante el Getafe por un global de 3-2, quedándose a un gol del ascenso.

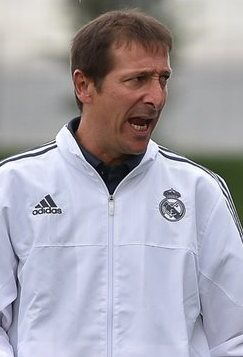
Luis Miguel Ramis (2015)

Para el curso 2017-18 se produjo la salida de gran parte del bloque del anterior, como Lozano, Germán Sánchez, Ñíguez, Shibashaki o Cristo González, y por contra se unieron al plantel Filip Malbašić, Luis Milla, Bryan Acosta, Lucas Aveldaño, Samuele Longo, Luis Pérez, Víctor Casadesús, Paco Montañés, Juan Carlos Real y Juan Villar, Álex Mula y Tyronne del Pino. A causa de varios empates y la lejanía con los puestos de arriba, en febrero se cambió a Martí por Joseba Etxebarria, quien logró seis triunfos en siete encuentros, pero tres derrotas seguidas hicieron que no pudiera llegar a la promoción, finalizando undécimo. El técnico vasco comenzó la temporada 2018-19, pero fue cesado tras la quinta jornada al no obtener ninguna victoria y caer en la primera ronda de la Copa del Rey, con Oltra como relevo, que a pesar de sacar al equipo del descenso, fue cambiado por Luis César Sampedro a falta de cuatro partidos.
En la sesión 2019-20 se fichó a jugadores como Samuel Shashoua, Nikola Šipčić, Álex Bermejo, Adrián Ortolá o Shaq Moore, mientras que salieron Sáenz, Cámara y Naranjo y Malbašić como cedidos. Se le confió el puesto de entrenador a Aritz López Garai, pero a mediados de noviembre fue cambiado por Rubén Baraja, y parón por la pandemia de coronavirus mediante, logró finalizar en el duodécimo puesto. Por otra parte, en la Copa del Rey llegó hasta los octavos de final, donde cayó en los penales ante el Athletic Club, tras empatar a tres. En la siguiente campaña comenzó como técnico Fran Fernández, si bien a finales de noviembre le sustituyó el exjugador Luis Miguel Ramis, finalizando como decimocuarto. A continuación, en la 2021-22 alcanzó el quinto puesto en la clasificación, obteniendo plaza para la promoción de ascenso, en la que, primeramente superó a Las Palmas por un global de 3-1, pero cayó ante el Girona en la fase decisiva (1-3).

### Trayectoria histórica
```
NOTA: 
- La actividad futbolística en España fue suspendida entre 1936-1940 debido a la 
guerra civil española
.
- La 
Segunda División B
 fue introducida en 1977 como categoría intermedia entre la 
Segunda División
 y 
Tercera División
.
- La 
Primera Federación
 (Primera RFEF) sustituye a la 
Segunda División B
 desde la temporada 2021-22.
```

## Indumentaria
El emblema del club combina la bandera de Tenerife y el escudo de Santa Cruz de Tenerife en una figura de cinco puntas rematada con ribetes dorados, a la vez que las siglas («CDT»), del mismo color, se encuentran repartidas en los márgenes. La versión más moderna se mantiene desde 1992, con al menos ocho cambios en el pasado, mostrándose en las primeras versiones solo la Cruz de Santiago acompañada de la bandera, en lugar del escudo completo. Sus colores distintivos son, asimismo, el azul y el blanco, de donde procede el sobrenombre de «blanquiazul» con el que se conoce a los jugadores y aficionados; y los ha utilizado en sus indumentarias desde sus inicios. Si bien su primera combinación, allá por 1912, consistía en un pantalón azul y una camisa del mismo color con rayas verticales blancas, las siguientes empezaron a dejar la parte de arriba solo blanca. De igual manera, en la campaña 1959-60 estrenó una nueva vestimenta de pantalón y camiseta blanca, pero esta vez con una franja horizontal azul a la altura del pecho, con el objetivo de asemejarse a la de la extinta Unión Deportiva Tenerife y captar a los que eran sus seguidores.
Coincidiendo con el cambio de denominación a Tenerife Atlético en 1968, volvió al pantalón azul y la camiseta blanca, aunque se llegaron a plantear los colores azul y rojo, sobre lo que Juan Arencibia de Torres comenta en su libro 75 Aniversario del CD Tenerife: «¿Qué se pretende? ¿Romper la historia del club?». Para la campaña 1999-2000 regresó la franja azul, aunque menos ancha que la de la década de 1960 y para incluir publicidad; no regresó hasta la 2003-04 y de ahí se mantuvo hasta la 2005-06, ya que a partir de la siguiente retornó al pantalón azul y camiseta blanca. Desde entonces, a ella se le ha unido una segunda indumentaria que suele ser azul o azul marino con una franja blanca que imita la bandera de Tenerife, siendo la vigente completamente azul, con el escudo en blanco, un cuello que representa el Teide y unas pintaderas guanches difuminadas. Por otro lado, la tercera, que solía ser verde o roja —al igual que la de visitante en escasas ocasiones—, es desde 2012 rosa, con motivo de la lucha contra el cáncer, con lo que se convirtió en la primera entidad futbolística española en hacerlo; tanto el pantalón como la camiseta suelen ir acompañados del negro, como la elástica vigente, que tiene un aspa de ese color en el centro. La marca que viste al club es Hummel, que lo hace desde 2013; anteriormente lo hicieron otras como Luanvi, Puma, Joma o Adidas.

## Instalaciones

### Estadio

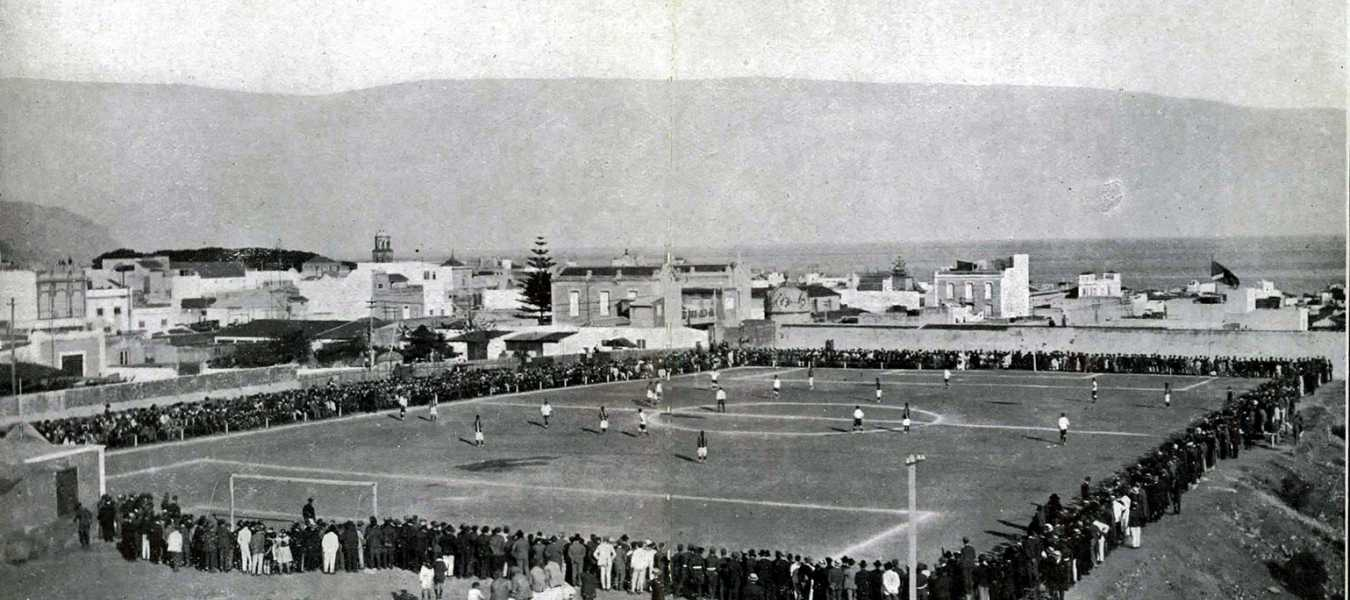
Vista aérea del Campo de Miraflores en la década de 1920

A lo largo de su historia, el Tenerife ha disputado sus encuentros como local en dos recintos distintos, siendo el primero el Campo de Miraflores, donde lo hizo de 1913 a 1925. Se encontraba ubicado entre la calle que le dio nombre y la calle Alfaro, frente a la plaza Militar; lindando con un barranco de Santos del que hoy le separaría la prolongación de la calle Ramón y Cajal. Al no tener graderío, según el propio club, «el público se agolpaba en las inmediaciones del terreno de juego y muchas veces lo invadía». Con la intención de tener un sitio en el que jugar, el vicepresidente Edmundo Caulfield compró la parcela para cederla al club a cambio del pago de un alquiler. A comienzos de 1913 la presidencia de Juan Antonio Núñez hizo las gestiones para convertir el espacio en una superficie apta para la práctica deportiva. El dirigente, que además era ayudante de Obras Públicas, manifestó desde un primer momento que incluso sin dinero el campo se iba a poder realizar y las obras comenzaron de inmediato; Juan José Santa Cruz, ingeniero jefe de Obras Públicas y uno de los vocales del equipo, ordenó que todos los escombros de las obras fueran llevados al terreno, destinando además a un grupo de obreros para nivelarlo. En poco tiempo el Tenerife ya tenía su campo listo, dado que el 23 de marzo de 1913 se verificaron las porterías y sus redes, y un mes después los jugadores empezaron a entrenar.
El partido inaugural tuvo lugar el 5 de mayo, con motivo de un campeonato por las Fiestas de Mayo, siendo este además el primer encuentro oficial de fútbol celebrado en la ciudad; el Tenerife superó al Laguna por un marcador de 5-0. Los cronistas de la época alababan el campo pero lamentaban su emplazamiento, al estar junto a un barranco. Al ser el único estadio de la ciudad, también acogía los partidos de los equipos locales que iban surgiendo en los distintos barrios, así como partidos de algunos conjuntos de fuera, como el caso de un Real Betis-Real Hespérides en 1919. En 1922, debido a la situación crítica de la entidad, esta adeudaba varios meses de alquiler a Caulfield; ascendía a unas mil pesetas y la posibilidad de seguir utilizando estas instalaciones era cada vez más complicada. Ante tal escenario, la junta presidida por Jacinto Casariego Caprario dimitió y en julio se entregaron las llaves a su propietario al no poderse pagar un alquiler que se había incrementado de las 95 pesetas mensuales hasta las 225. Una vez disuelto el Tenerife S. C., los futbolistas Julio Fernández del Castillo y Rodríguez Bello iniciaron las gestiones para reorganizar la sociedad llegando además a un acuerdo con Caulfield. Así pues, el 8 de agosto de 1922 se refundó como S. C. Tenerife y Mario García Cames tomó las riendas, y de nuevo se hizo cargo del campo en régimen de alquiler.
Tres años después, en 1925, se emitió el empréstito para la construcción de un nuevo recinto en la calle La Mutine llamado Stadium, por el que se suscribieron obligaciones por más de 250 000 pesetas. Juan Yanes Rodríguez, primer presidente del Sporting, y Sixto Machado Pérez, apoyaron económicamente con grandes sumas de dinero. En junio se anunció un puesto y se buscó candidatos para el cargo de administrador, y el 25 de julio se celebró el primer partido, que enfrentó al Tenerife y el Marino Fútbol Club, con victoria de los chicharreros por 2-1 y una asistencia cercana a las 7000 personas. A su vez, tenía, por entonces, unas dimensiones de 105 x 67.5 m y el terreno de juego era de tierra. A finales de la década de 1940, el presidente Heliodoro Rodríguez López, que tiempo antes había recuperado la propiedad que estaba en poder de la Caja de Ahorros (principal acreedor) por deudas, creó una comisión para mejorar la instalación y delegó en el arquitecto José Enrique Marrero Regalado la remodelación. Las labores de Heliodoro hicieron que, a petición del propio club, la Federación Española le concediera la Medalla de Oro al Mérito Deportivo, y tras su muerte, en marzo de 1950, el Iberia pidió que el recinto llevara su nombre, lo cual se cumplió. Se levantó, asimismo, un busto sobre la antigua grada de Herradura, y a una de las calles que rodea al estadio se le puso también su nombre.
En agosto de 1952 se jugó por primera vez un encuentro con césped, siendo en un amistoso ante el Atlético de Madrid, mientras que en julio de 1954, una vez ya instalado el alumbrado, se empezaron a disputar partidos nocturnos. En febrero de 1970 la instalación tuvo que ser vendida al Cabildo de Tenerife, a causa de una crisis económica, y desde 1987 está considerada como bien demanial de servicio público. En 1986 el arquitecto Carlos A. Schwartz inició una serie de remodelaciones que finalizó con la creación oficinas y vestuarios a través de una reorganización de la grada Tribuna; la antigua puerta se conservó, según el artífice, como «un pequeño monumento conmemorativo que recordase aquel feudo que a día de hoy es irreconocible». Por otra parte, en 1992 comenzaron las obras de un nuevo graderío (Gol) que pasaría a disponer de dos cuerpos, de manera que se igualó con la estructura de Tribuna, y si bien en un principio no disponía de butacas, tiempo después se añadieron. En la temporada 1995-96 se estrenó otra grada, esta vez la de Herradura, en la que se instaló el vídeo marcador, y en enero de 2001 terminaron los trabajos, al descubrirse San Sebastián, en la que se incluyeron palcos exclusivos.
Así pues, el terreno de juego —con unas dimensiones de 107 x 70 m— se encuentra rodeado por cuatro tribunas, todas ellas con asientos y divididas en dos niveles (alto y bajo). Las gradas se llaman Tribuna, San Sebastián, Herradura y Popular, y la capacidad total del recinto es de 22 948 espectadores. Popular es adyacente a la plaza José Antonio Barrios (exjugador), Tribuna a la calle La Mutine, Herradura a la calle Heliodoro Rodríguez López y, por su parte, San Sebastián a una calle con el mismo nombre. De igual manera, posee 200 m² de salas de prensa y radio situadas en Herradura, y el vestuario local se encuentra debajo de Tribuna, mientras que el de visitante y el de los árbitros está en el ala izquierda del graderío. Treinta y cinco puertas permiten el acceso al interior, al tiempo que la venta de entradas se realiza en las taquillas que se encuentran en el exterior de la grada de Herradura.

### Otras

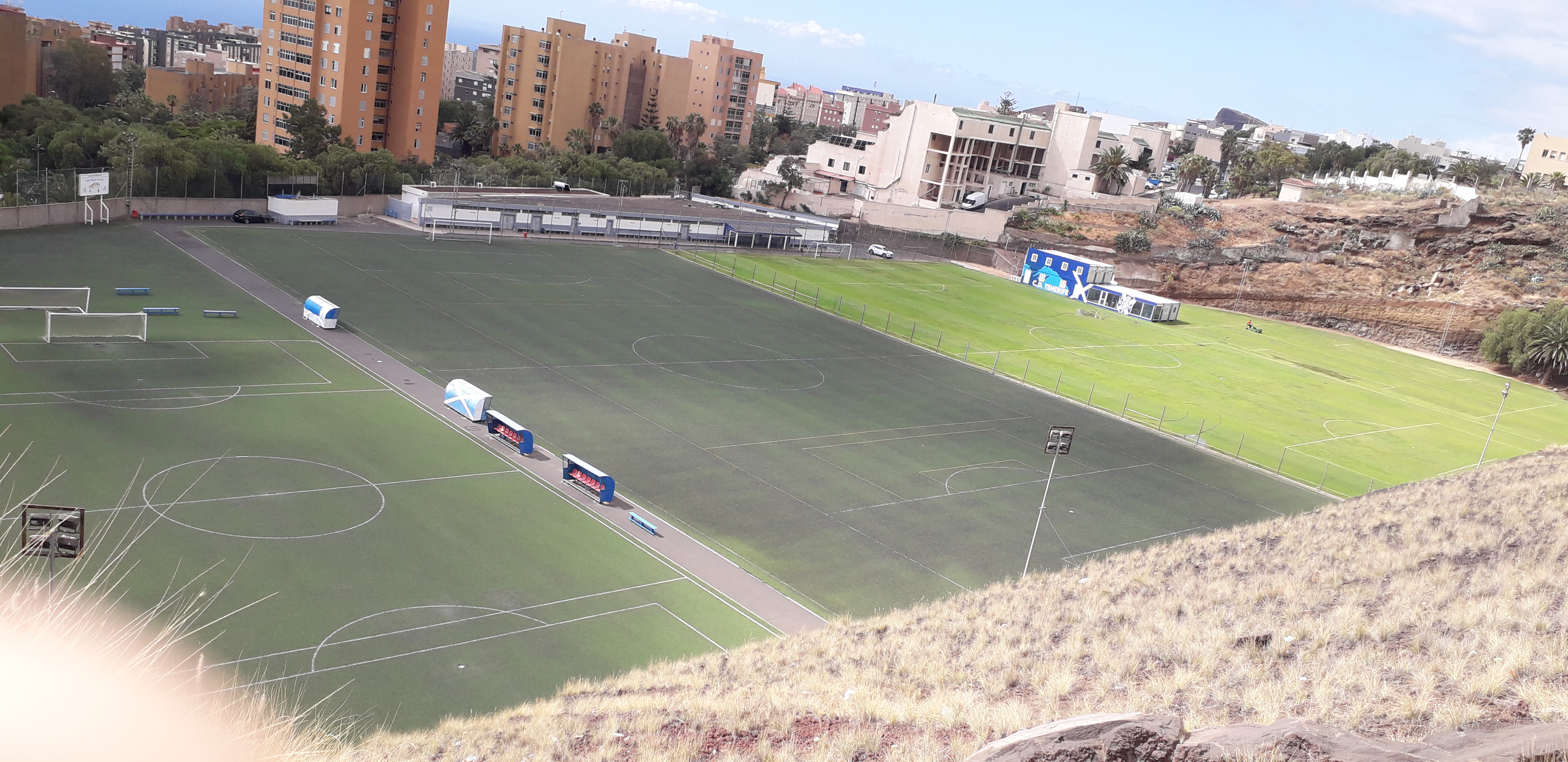
«El Mundialito», donde entrena

Además del Heliodoro Rodríguez López, donde suele realizar algunos de sus entrenamientos, la entidad posee otras instalaciones. Una de ellas es el Complejo Federativo Juan Padrón Morales —conocido como el «El Mundialito»—, que desde la temporada 1992-93 forma parte de los entrenamientos, a petición del por entonces entrenador Jorge Valdano. El recinto, ubicado en Ofra, también suele acoger la preparación de los equipos que vienen a la isla para enfrentase al Tenerife, al tiempo que tiene tres canchas: dos de césped artificial (una de fútbol siete y otra de once) y otra de hierba natural (de fútbol once). A su vez, posee oficinas tanto para el entrenador como para los médicos, un gimnasio, vestuarios y una sala de prensa.
Otra instalación es la Ciudad Deportiva Javier Pérez, ubicada en Los Baldíos-Geneto, en San Cristóbal de La Laguna. En ella juegan y entrenan los conjuntos de las categorías inferiores, al tiempo que tiene 106 000 m² y cuatro campos: dos de césped natural y dos de césped artificial. En 1996, el presidente Javier Pérez anunció la adquisición de los terrenos, y en junio del año siguiente se presentó el proyecto, que empezó en 1999 terminó en 2002. Se inauguró en mayo de 2003, ya con Víctor Pérez Ascanio, aunque sin la primera idea de Javier Pérez, que era la creación de residencias. Ayudaron el Cabildo, CajaCanarias y el Ayuntamiento lagunero, y tras su apertura, el Cabildo formalizó un convenio para su gestión a través de IDECO.
Por otra parte, la sede se encuentra ubicada en el propio estadio, en la puerta 18 B, de cara a la zona baja de la calle La Mutine; comparte lugar desde diciembre de 2018 con el Tenerife Iberia Toscal de fútbol sala, que la tiene del lado de San Sebastián. No obstante, no siempre su sede ha estado en el Heliodoro, pues de 1992 a 2014 la tuvo en el Callejón del Combate, y antes en los bajos de Tribuna (1989-1992), en Viera y Clavijo (1959-1989), en la plaza de la Candelaria (1947-1959), en Ruiz de Padrón (1945-1947) y en la calle del Castillo (hasta abril de 1945), que tuvo un incendio que destruyó parte del patrimonio tal como trofeos y documentos.

## Administración y finanzas
La entidad, si se incluyen los datos del desaparecido Tenerife Sporting Club, ha tenido un total de treinta y cuatro cambios de presidente, habiendo repetido algunos de los dirigentes, lo que significa que son veintinueve las personas que han ostentado el cargo. Así pues, el primero fue Juan Yanes Rodríguez, un exconcejal del Partido Liberal que estuvo dos meses, y entonces, en enero de 1913, le relevó Juan Antonio Núñez, quien se mantuvo hasta la temporada 1915-16. Le siguió José Martínez del Pino (conocido como «Pelayo»), de octubre de 1916 a marzo de 1917, cuando emigró a Cuba, así como Abelardo Molowny, de septiembre de 1917 al mismo mes de 1919. Tras ellos, en octubre de 1919 se proclamó a Mario García Cames, por entonces vicecónsul de Uruguay, después a Melchor Ordóñez , que estuvo desde octubre de 1920 hasta mayo de 1921, y de nuevo a García Cames, que estuvo hasta noviembre, mes en el que tomó el mando Ricardo Martín, que presidió hasta febrero de 1922, hasta la llegada de Jacinto Casariego, que dimitió en julio del mismo año.
Una vez que renunció, en julio se hizo entrega de las llaves del estadio a su propietario al no poderse pagar el alquiler a causa de problemas económicos, y disuelta, los jugadores Julio Fernández y Rodríguez Bello iniciaron las gestiones para fundar una nueva sociedad. Con ello, el 8 de agosto de 1922 se fundó el Sporting Club Tenerife y García Cames se convirtió en su presidente, manteniendo el mismo campo —tras un acuerdo con Edmundo Caulfield—, futbolistas, indumentaria y parte de la directiva. Al ser destinado como cónsul en Pernambuco, a finales de enero de 1924 le relevó Juan Muñoz Pruneda, un capitán de ingenieros que venía de ser vicepresidente y sirvió como autor del proyecto de construcción del Stadium. En junio de 1926 se sumó al puesto Fernando Arozarena, que se mantuvo hasta marzo del año siguiente, con un intermedio de marzo a mayo de 1927 en el que lo ostentó Arturo Rodríguez, hasta su regreso para su segunda vez.
De igual forma, en octubre de 1929 se anunció una nueva directiva presidida por Pelayo López, quien dirigió la entidad por diecisiete años, hasta 1946. En adelante ejercieron Heliodoro Rodríguez, de enero de 1946 hasta su fallecimiento en marzo de 1950, Antonio Perera, de abril de 1950 a mayo de 1952, e Imeldo Bello, hasta mayo de 1953. Este último dejó el cargo en manos del vicepresidente Domingo Pisaca, que dirigió hasta julio de 1956, con José Badía Galván como sucesor. En septiembre de 1957 accedió al puesto Lorenzo Machado Méndez, que en noviembre del mismo año alcanzó un acuerdo con la Caja de Ahorros para liquidar la deuda de la entidad en un plazo de veinte años. De junio de 1959 a abril de 1961 ejerció Ricardo Hodgson, de junio de 1961 a mayo de 1962, José Plasencia, y después tomó el cargo José López Gómez, en un tiempo en el que la deuda ascendía a las veinte millones de pesetas. Tras su salida, llegó en agosto de 1967 Eduardo Valenzuela, y con la venta de varios jugadores durante los años anteriores, el déficit a corto plazo era de cuatro millones.

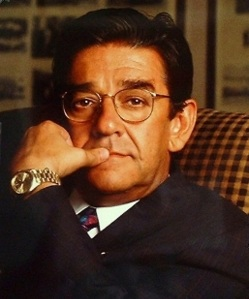
Javier Pérez Pérez, presidente de 1986 a 2002

Tras la dimisión de Valenzuela, José Antonio Oramas sirvió como interino, hasta la elección de José González en mayo de 1969, tiempo en el que la deuda era de treinta y cuatro millones de pesetas, motivo por el que la entidad se vio obligada a vender el Heliodoro al Cabildo. En septiembre de 1972, la Federación nombró presidente a Pisaca, que en su segunda vez ejerció hasta agosto del año siguiente, cuando le relevó Cristóbal González, lugar que ocupó hasta su dimisión en diciembre de 1974. Continúa la lista Julio Santaella, conocido como «Colo» por su etapa como futbolista, que dirigió hasta su dimisión en octubre de 1976, después de confrontaciones con la plantilla por impagos a varios de los jugadores. Tras ello, salió elegido en enero de 1977 por segunda ocasión López Gómez, que se encontró con una deuda cercana a las cincuenta millones de pesetas.
Entonces, en junio de 1986 accedió Javier Pérez, cuando la deuda rondaba las trescientas millones de pesetas. A finales de 1992 convirtió la entidad en sociedad anónima deportiva, en virtud de la Ley del Deporte de 1990, y al año siguiente alcanzó un acuerdo con Televisión Española que reportó ingresos por valor de 1500 millones, al tiempo que levantó la ciudad deportiva, a la que años después se le puso su nombre. Tras diecisiete años en el cargo, le relevó Víctor Pérez Ascanio —con Quico Cabrera como nuevo vicepresidente— mediante unas elecciones celebradas en diciembre de 2002, pero en el mismo mes de 2005 dimitió, luego de haber aumentado en sus tres años la deuda en más de veintidós millones de euros, llegando a un total de cincuenta millones. Dos meses después, accedió al puesto Miguel Concepción, que a lo largo de los años redujo el déficit, que disminuyó a once millones de euros en 2021, gracias en parte a ayudas públicas proporcionadas por el Cabildo con el transcurso del tiempo. En diciembre de 2022, Paulino Rivero, presidente del Gobierno de Canarias entre los años 2007 y 2015, se hizo con el puesto, tras convertirse José Miguel Garrido en el máximo accionista.

## Entrenadores
| Icono lupa | Para ver una lista de todos los técnicos que han pasado por el club desde 1952, consultar Entrenadores del Club Deportivo Tenerife |

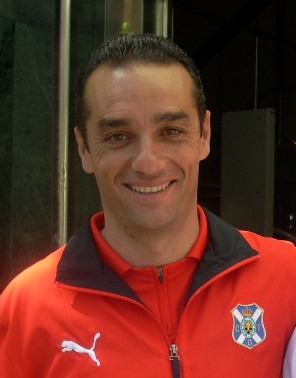
José Luis Oltra dirigió 160 partidos en dos periodos.

En el fútbol, el entrenador es el encargado del entrenamiento físico, mental y técnico, así como de dirigir los partidos y dar órdenes a los jugadores. Según escribe Javier Domínguez en su obra Cien Años de Fútbol canario. Volumen I (1890-1925), en los primeros años del balompié, al menos en el ámbito canario, «eran desconocidos los entrenadores, las tácticas y otros avatares que daban belleza al juego de conjunto por lo que el aprendizaje en gran medida era “autóctono”». Esto en parte contribuyó a que «se gestara en la juventud futbolera unas formas de entender el juego con una personalidad propia, que lo iba a caracterizar como un estilo diferente». Por tanto, se desconoce parte de los técnicos que estuvieron al cargo durante la estancia de la entidad en categorías regionales, si bien algunos cumplían como jugador-entrenador, aunque sí se tiene constancia del paso de Campisa en 1914, Joaquín Pascual en 1925, Nicolás González Mariño en 1929, Alberto Abrisqueta en 1932, Andrés Llombet en 1939, Rafael Morera de 1939 a 1942, y Joaquín Cárdenes de 1942 a 1947, cuando también ejercieron Basilio y Martinica. A estos les siguió en la temporada 1949-50 Llombet y Francisco Arencibia.
Desde la llegada de Carlos Muñiz en la campaña 1952-53 y su ascenso a Segunda, se han dado noventa y cuatro cambios de entrenador. A su vez, incluyendo a los interinos, ochenta personas han estado al cargo, siendo la última Luis Miguel Ramis. De entre todos ellos, José Luis Oltra, que estuvo en dos periodos —de 2007 a 2010 y en la 2018-19— y es el único que ha completado tres sesiones, es el que más partidos ha dirigido, con un total de 160. La lista de los diez con más encuentros la completan Álvaro Cervera (con 110), José Luis Martí (108), Jupp Heynckes (104), Jorge Valdano (102), Francisco García Verdugo (99), Dragoljub Milošević (82), Martín Marrero (81), Muñiz (79) y Olimpio Romero (74). De tal parte, aunque que con 55 Oltra es el que ostenta el mayor número de triunfos, Romero posee el porcentaje de victoria más alto, pues ganó treinta y nueve (52.7 %), empató trece y perdió veintidós. A su vez, el que tiene el peor promedio de los diez es Milošević, con veintisiete triunfos, veintitrés igualadas y treinta y dos derrotas, lo que le deja con un 32.9 %.
De los nueve ascensos conseguidos por la entidad, cuatro a Primera División y cinco a Segunda, Heriberto Herrera, Benito Joanet, Rafa Benítez y Oltra, de manera cronológica, realizaron las subidas al nivel más alto del fútbol español. Por otra parte, Muñiz, García Verdugo, José Fuertes, Marrero y Cervera alzaron al equipo a la categoría de plata. De igual manera, dos entrenadores —el argentino Valdano y el alemán Heynckes— disputaron eliminatorias de la Copa de la UEFA tras clasificar al club ellos mismos tras obtener ambos una quinta posición. En otro orden de cosas, once personas han dirigido partidos de manera interina, siendo Santiago Villar el que más aportó, con tres etapas entre 1965 y 1969, en las que acumuló un total de veintiséis encuentros.

## Jugadores
Datos proporcionados por la página web dedicada a la recopilación de datos BDFutbol relatan que poco más de 750 jugadores han disputado al menos un partido desde 1952. Entre todos ellos, el defensa Alberto Molina ostenta la mayor cantidad de encuentros con el conjunto blanquiazul, con 413. Le siguen Toño Hernández (385), Felipe Miñambres (357), Suso Santana (337), José Reyes (303), Sebastián Cruzado (293), Justo Gilberto (288), David Amaral (284), Álvaro Hernández (272) y Julio Llorente (268). De igual manera, el que más goles tiene es Julio Alonso Arribas, con 112 en 231 partidos, e incluso marcó cinco dianas en un mismo partido. La lista de máximos anotadores la completan Juan Antonio Pizzi (89), Antonio Pedrero (83), Nino (80), José Juan (74), Víctor Celso (74), Rommel Fernández (63), Gilberto (55), Gonzalo López (54) y Amaral (46). Por otro lado, el Tenerife ha aportado varios jugadores a selecciones nacionales, como es el caso de Pizzi, Cruzado, Quique Estebaranz, Juanele y Miñambres a la española, a la par que Fernando Redondo, Pablo Paz y Marcelo Ojeda a la argentina, Rommel Fernández a la panameña, Chemo del Solar a la peruana, Roy Makaay a la neerlandesa, Daniel Kome a la camerunesa o Anthony Lozano, Bryan Acosta, Gilberto Yearwood y Ramón Maradiaga a la hondureña, entre otros. En otro orden de cosas, Argentina, por encima de Brasil y Portugal, es el país que más jugadores extranjeros ha exportado a las filas tinerfeñas, con una cifra superior a los treinta, según Transfermarkt. De igual manera, cerca del 40 % de los futbolistas han nacido en Canarias, así pues, en las temporadas 1965-66, 1971-72, 1972-73 y 1974-75 las alineaciones titulares estaban compuestas por hasta diez locales, con un solo foráneo en cada una.
Según el Centro de Investigaciones de Historia y Estadística del Fútbol Español, los diez más «destacados» que han pasado por el equipo han sido Miñambres, Cruzado, Llorente, Hernández, Pizzi, Arribas, Gilberto, Nino, Molina y Antonio Mata. Asimismo, algunos jugadores ficharon por conjuntos como el Barcelona, el Atlético de Madrid o el Español cuando el club estaba en categoría regional, como es el caso de Ángel Arocha, primer tinerfeño en ser convocado para la selección española y uno de los máximos anotadores del Barcelona, Bernardino Semán, calificado como uno de los «mejores delanteros canarios», Francisco Martín Arencibia, que se hizo con varios títulos como fijo en el Atlético, y Gabriel Jorge, que obtuvo buenos números en el Español y le dio dos goles en la Copa del Generalísimo 1940. En la temporada 1995-96, Pizzi obtuvo el Trofeo Pichichi al coronarse como el máximo anotador de toda la Primera División, con un total de treinta y un dianas, tras lo cual fichó por el Barcelona. En ninguna de sus cuatro sesiones con el equipo blanquiazul bajó de los quince goles, incluidos cuatro en un mismo partido en la 1995-96, campaña en la que clasificó para la Copa de la UEFA. De igual manera, tres quedaron los primeros con más dianas en Segunda División, siendo Arribas con veinticinco en la 1954-55, Antonio Illán con diecinueve en la 1975-76 y Nino con veintinueve en la 2008-09, si bien otros como Pedrero o José Antonio Barrios solo lo hicieron en sus grupos en las 1953-54 y la 1967-68. De tal forma, tanto Nino como Arribas se encuentran entre los jugadores con más anotaciones de por vida en Segunda, con las posiciones de primero y quinto, respectivamente. El panameño Fernández obtuvo el Trofeo EFE, que reconoce al mejor futbolista iberoamericano, en su primera entrega (temporada 1990-91) con 180 puntos; el Tenerife lo fichó al captarlo en un torneo para emigrantes, y tras su muerte accidental en 1993, se convirtió en una «referencia» para la afición. A su vez, Redondo se hizo con el galardón en una edición especial al mejor de la década de 1990, aunque con la suma de su rendimiento en el Real Madrid.

## Plantilla actual
- Los jugadores con dorsales superiores al 25 son, a todos los efectos, jugadores del Club Deportivo Tenerife "B" y como tales, podrán compaginar partidos con el primer y segundo equipo. Como exigen las normas de la LFP, los jugadores de la primera plantilla deberán llevar los dorsales del 1 al 25. Del 26 en adelante serán jugadores del equipo filial.
- Los equipos españoles están limitados a tener en la plantilla un máximo de dos jugadores sin pasaporte de la Unión Europea. La lista incluye solo la principal nacionalidad de cada jugador, algunos de los jugadores no europeos tienen doble nacionalidad de algún país de la UE.

## Estadísticas y palmarés
| Icono lupa | Para ver un registro de todas las campañas del club, consultar Temporadas del Club Deportivo Tenerife, y para las estadísticas, Estadísticas del Club Deportivo Tenerife |

En sus inicios, el Tenerife Sporting Club jugó en categorías regionales, así que en 1913 comenzó a jugar el Campeonato Insular, que decidía el campeón provincial, quien después se debía medir al respectivo de Las Palmas para decidir al mejor de Canarias. Se proclamó campeón en su primera edición, y por ello, se enfrentó al Sporting Victoria, ante el que perdió el Campeonato Regional de Canarias por 1-0, si bien no se considera oficial. Al año siguiente se le dio formalidad a la competición y el Tenerife venció por 4-0 al Marino; la final de 1915 los volvió a enfrentar y se resolvió de nuevo a favor de los tinerfeños. En 1916 se vio las caras contra el Porteño, al que superó por 2-0, por lo que se hizo, al alzarse campeón tres veces consecutivas, con la copa en disputa de forma definitiva. En las siguientes finales que encaró no logró vencer, por lo que quedó subcampeón en 1917 contra el Marino por 0-3, en 1919 ante el Gran Canaria por 1-2, en 1923 contra el Marino por 2-0 y en 1924 ante el Santa Catalina por 1-0. Una vez ya organizado en formato de liguilla, quedó segundo en las temporadas 1928-29, 1929-30 y 1945-46, alzándose campeón en la 1931-32. A su vez, en la campaña 1927-28 se creó la Liga Regional de Tenerife y, en la 1940-41, la Liga Interregional como una nueva forma de decidir al ganador de la comunidad autónoma, donde participaban los primeros clasificados de la Liga Regional de Primera Categoría de cada provincia. El Tenerife se alzó campeón de la primera edición de la Liga Interregional, así como de la segunda y la tercera, mientras que en relación con la Regional, según datos de la propia entidad, triunfó un total de diez veces, sucediendo en las sesiones 1931-32, 1932-33, 1933-34, 1934-35, 1939-40, 1940-41, 1945-46, 1950-51, 1951-52 y 1952-53.

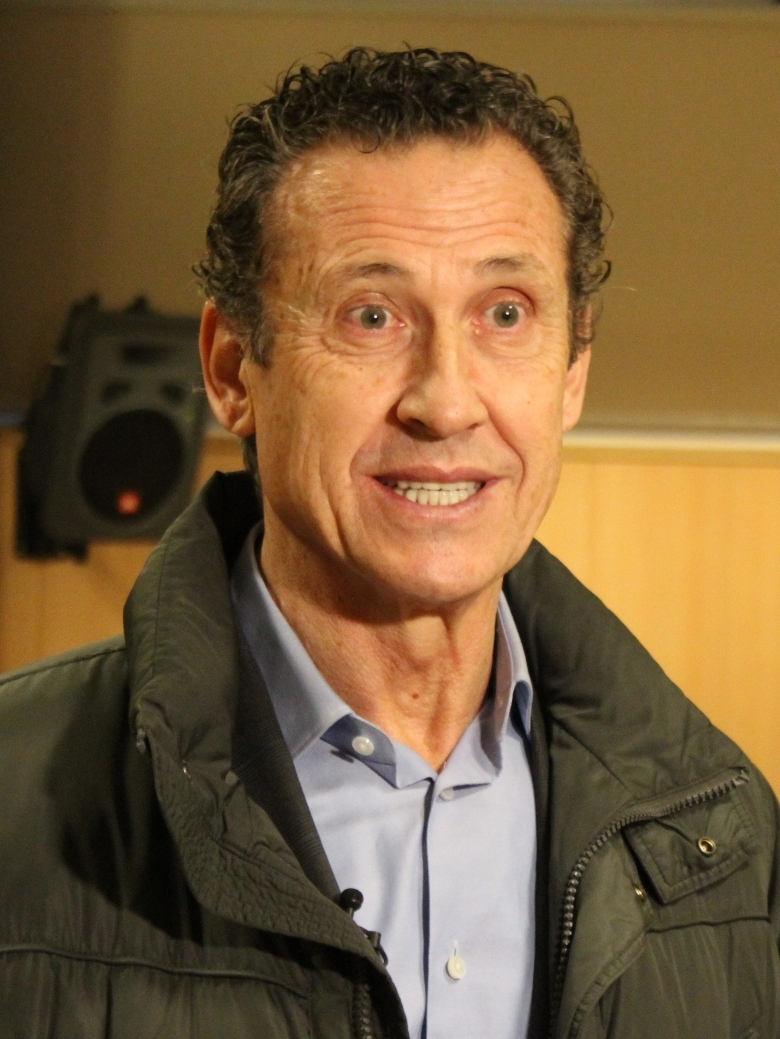
Jorge Valdano dirigió 102 partidos y logró la clasificación para la Copa de la UEFA 1993-94.

Por otro lado, ha disputado sesenta y seis ediciones del Campeonato de España de Copa, estando en categoría regional en las tres primeras (1932, 1934 y 1940). Lo más lejos que ha llegado en dicha competición es a semifinales, lo que únicamente logró en la campaña 1993-94, al caer ante el Celta de Vigo por 5-2 y vencer por el camino al Valencia por 5-4 y al Real Madrid por 5-1. Desde que alcanzó la Segunda División al imponerse por un global de 4-2 al Orihuela Deportiva en la promoción de ascenso de 1953, ha disputado cuarenta y seis veces el campeonato, consiguiendo proclamarse vencedor en el curso 1960-61. De tal forma, ocupa el tercer lugar en la clasificación histórica de la Segunda División, por debajo del Real Sporting de Gijón y el Real Murcia, y ha logrado el ascenso en cuatro ocasiones (1960-61, 1988-89, 2000-01 y 2008-09). Además, ha jugado trece temporadas en la máxima categoría del fútbol español, la Primera División, por lo que es el trigésimo mejor equipo en su clasificación histórica. Firmó su mejor participación tanto en la sesión 1992-93 como en la 1995-96, pues en ambas alcanzó la quinta posición, con quince y veinte triunfos. Salvo un periodo de diez campañas seguidas en Primera en los años 1990, sus demás intervenciones en la categoría han sido de una sola (1961-62, 2001-02 y 2009-10).
Asimismo, ha estado once cursos en la categoría de bronce, repartidos en ocho en Segunda División B y tres en Tercera División. Consiguió el primer puesto de su grupo y ascender en el 1970-71 (segundo grupo), 1986-87 (grupo único) y 2012-13 (primer grupo y subcampeón de la categoría), si bien en la 1982-83 subió al quedar segundo. En relación con torneos internaciones, ha participado dos veces en la Copa de la UEFA (después conocida como Liga Europea), llegando a los octavos de final en la 1993-94, tras superar a AJ Auxerroise y Olympiakos y caer ante la Juventus, y a las semifinales en la 1996-97, donde cayó ante el Schalke 04, después de vencer a Maccabi Tel Aviv, Lazio, Feyenoord de Róterdam y Brøndby IF. Con ocho triunfos, tres empates y cinco derrotas ocupa el puesto 323 en su clasificación histórica, mientras que según la Federación Internacional de Historia y Estadística de Fútbol (IFFHS) fue el 137.º mejor equipo del siglo XX a nivel europeo. De igual manera, alzó la Copa Heliodoro Rodríguez López en las campañas 1950-51 y 1953-54, a la par que en relación con torneos amistosos ha levantado algunos como el Joan Gamper (1993) o el Trofeo Teide (veinticinco veces).
| \| Competición \| Temp. \| P.J. \| P.G. \| P.E. \| P.P. \| G.F. \| G.C. \| D.G. \| Mejor resultado \| \| Nacional \| Nacional \| Nacional \| Nacional \| Nacional \| Nacional \| Nacional \| Nacional \| Nacional \| Nacional \| \| -------------------------------------------------------------------------------------- \| -------- \| -------- \| -------- \| -------- \| -------- \| -------- \| -------- \| -------- \| --------------- \| \| 'Primera División' \| 13 \| 494 \| 155 \| 128 \| 211 \| 619 \| 744 \| - 125 \| 5.º \| \| 'Segunda División' \| 46 \| 1715 \| 631 \| 468 \| 616 \| 2145 \| 2036 \| + 109 \| Campeón (1) \| \| 'Segunda División B' \| 8 \| 308 \| 152 \| 79 \| 77 \| 454 \| 281 \| + 173 \| Campeón (1) \| \| 'Tercera División' \| 3 \| 114 \| 63 \| 23 \| 28 \| 203 \| 86 \| + 117 \| Campeón (1) \| \| 'Campeonato de España de Copa' \| 66 \| 251 \| 106 \| 47 \| 98 \| 394 \| 336 \| + 58 \| Semifinales \| \| Regional \| \| \| \| \| \| \| \| \| \| \| Campeonato Regional de Canarias \| 13 \| ? \| ? \| ? \| ? \| ? \| ? \| ? \| Campeón (4) \| \| Liga Regional de Tenerife \| 23 \| ? \| ? \| ? \| ? \| ? \| ? \| ? \| Campeón (10) \| \| Liga Interregional \| 7 \| 90 \| 50 \| 9 \| 31 \| 217 \| 164 \| + 53 \| Campeón (3) \| \| Copa Heliodoro Rodríguez López \| ? \| ? \| ? \| ? \| ? \| ? \| ? \| ? \| Campeón (2) \| \| Internacional \| \| \| \| \| \| \| \| \| \| \| Copa de la UEFA / Liga Europa de la UEFA \| 2 \| 16 \| 8 \| 3 \| 5 \| 26 \| 23 \| + 3 \| Semifinales \| \| Actualizado el 5 de marzo de 2023, con datos de BDFutbol y el archivo de prensa Jable. \| \| \| \| \| \| \| \| \| \| |       |      |      |      |      |      |      |       |                 |
| Competición | Temp. | P.J. | P.G. | P.E. | P.P. | G.F. | G.C. | D.G.  | Mejor resultado |
| Nacional |       |      |      |      |      |      |      |       |                 |
| 'Primera División' | 13    | 494  | 155  | 128  | 211  | 619  | 744  | - 125 | 5.º             |
| 'Segunda División' | 46    | 1715 | 631  | 468  | 616  | 2145 | 2036 | + 109 | Campeón (1)     |
| 'Segunda División B' | 8     | 308  | 152  | 79   | 77   | 454  | 281  | + 173 | Campeón (1)     |
| 'Tercera División' | 3     | 114  | 63   | 23   | 28   | 203  | 86   | + 117 | Campeón (1)     |
| 'Campeonato de España de Copa' | 66    | 251  | 106  | 47   | 98   | 394  | 336  | + 58  | Semifinales     |
| Regional |       |      |      |      |      |      |      |       |                 |
| Campeonato Regional de Canarias | 13    | ?    | ?    | ?    | ?    | ?    | ?    | ?     | Campeón (4)     |
| Liga Regional de Tenerife | 23    | ?    | ?    | ?    | ?    | ?    | ?    | ?     | Campeón (10)    |
| Liga Interregional | 7     | 90   | 50   | 9    | 31   | 217  | 164  | + 53  | Campeón (3)     |
| Copa Heliodoro Rodríguez López | ?     | ?    | ?    | ?    | ?    | ?    | ?    | ?     | Campeón (2)     |
| Internacional |       |      |      |      |      |      |      |       |                 |
| Copa de la UEFA / Liga Europa de la UEFA | 2     | 16   | 8    | 3    | 5    | 26   | 23   | + 3   | Semifinales     |
| Actualizado el 5 de marzo de 2023, con datos de BDFutbol y el archivo de prensa Jable. |       |      |      |      |      |      |      |       |                 |

## Participación en competiciones europeas
| Temporada | Competición | Ronda | Club                | Cómputo global | Ida     | Vuelta     |
| --------- | ----------- | ----- | ------------------- | -------------- | ------- | ---------- |
| 1993/94   | UEFA Cup    | 1R    | AJ Auxerre          | 3-2            | 2-2 (C) | 1-0 (F)    |
| 1993/94   | UEFA Cup    | 2R    | Olympiakos Pireo    | 5-5 u          | 2-1 (C) | 3-4 (F)    |
| 1993/94   | UEFA Cup    | 1/8   | Juventus FC         | 2-4            | 0-3 (F) | 2-1 (C)    |
| 1996/97   | UEFA Cup    | 1R    | Maccabi Tel Aviv FC | 4-3            | 3-2 (C) | 1-1 (F)    |
| 1996/97   | UEFA Cup    | 2R    | SS Lazio            | 5-4            | 0-1 (F) | 5-3 (C)    |
| 1996/97   | UEFA Cup    | 1/8   | Feyenoord           | 4-2            | 0-0 (C) | 4-2 (F)    |
| 1996/97   | UEFA Cup    | 1/4   | Brøndby IF          | 2-1            | 0-1 (C) | 2-0 nv (F) |
| 1996/97   | UEFA Cup    | 1/2   | Schalke 04          | 1-2            | 1-0 (C) | 0-2 nv (F) |

## Área social y dimensión sociocultural

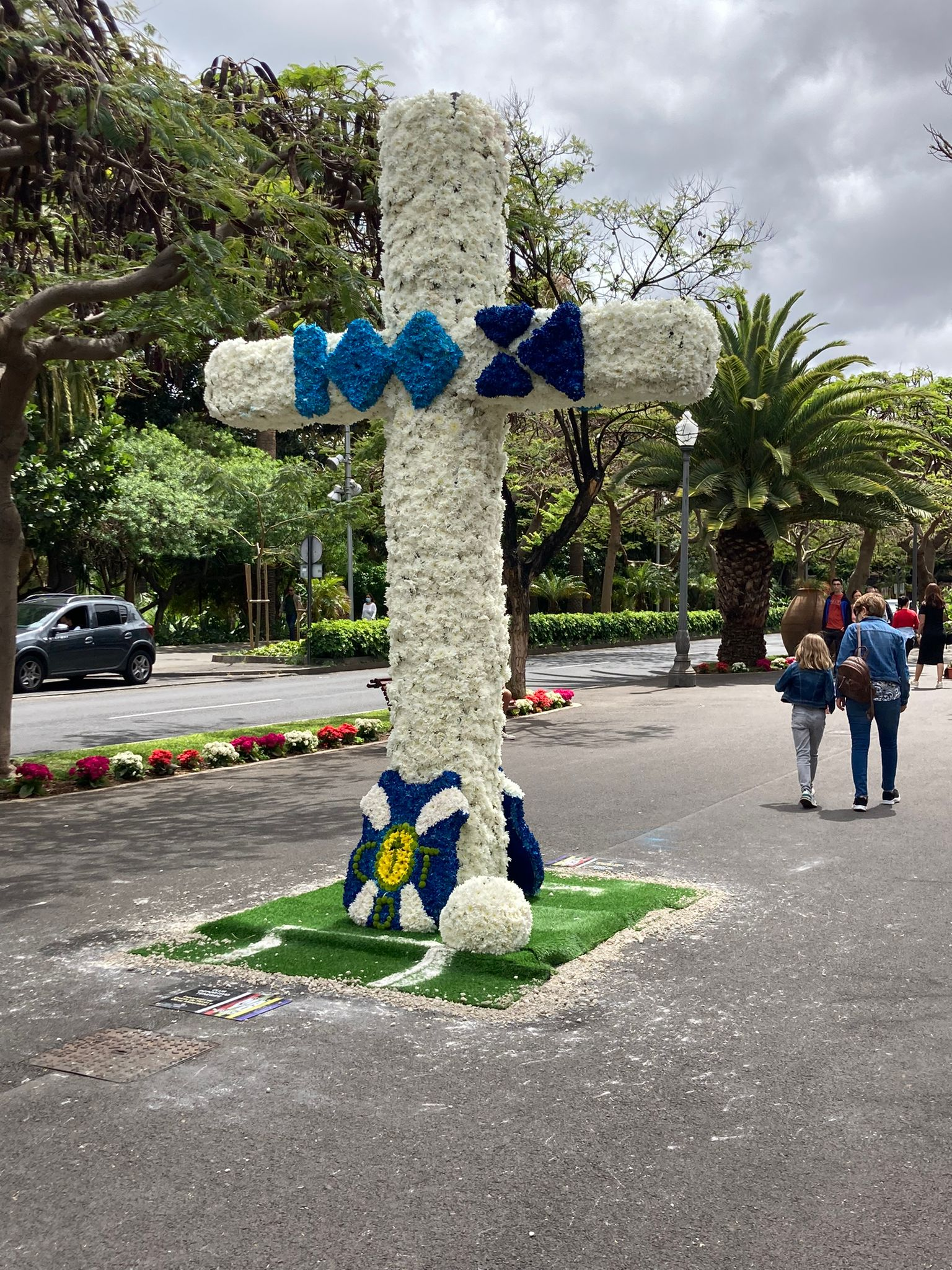
Cruz del Tenerife con motivo de las Fiestas de Mayo y la celebración de su centenario

El club tiene registradas alrededor de veinte peñas, la mayoría de ellas adscritas a la Federación Achinech, fundada en 1999 pero recuperada en 2017. Así pues, existen cuatro categorías, caracterizadas según «el número de peñistas, su disposición en el estadio, y por su visibilidad por estar fuera de la isla», que son: de «animación» (no menos de ochenta miembros), de «participación» (más de sesenta miembros), de «apoyo» (mínimo treinta personas) y con «base fuera de la isla». Una de las que cumple el último punto es la Peña Ibérica, que tiene su sede en la Casa de Canarias en Madrid, y que desde 2017 y con cerca de cien integrantes acompaña al equipo por sus partidos en la península. Por otra parte, la que más miembros tiene es el Frente Blanquiazul (1986), que cuenta con cerca de trescientos y que se sitúa en la parte baja del graderío Popular. Es, asimismo, considerado por algunos medios como el colectivo más radical de los que anima al club, llegando a haber sido catalogados sus integrantes como ultras.
Una encuesta realizada por el Centro de Investigaciones Sociológicas (CIS) en mayo de 2007 situó en 0.6 puntos al Tenerife ante la pregunta «¿cuál es el equipo por el que siente más simpatía?», y subiendo hasta 1.1 a la cuestión «¿siente simpatía por algún otro club?», mientras que la primera cuestión en junio de 2014 se resolvió con 0.5. En las temporadas 2008-09 y 2017-18, la Liga Nacional concedió a la hinchada el Premio Mejor Afición de Segunda División. Por otro lado, cuando el conjunto asciende, la afición lo celebra tanto en la plaza de la Paz como en la plaza de España. De igual manera, a finales de agosto la plantilla tiene como tradición hacer una ofrenda floral a la Patrona de Canarias, la Virgen de Candelaria, a la que se viste para la ocasión de blanco y azul.
En cuanto a productos, tiene una tienda en el Callejón del Combate, en la que se pueden comprar indumentarias y otros accesorios. Por otro lado, la entidad tiene varias organizaciones para con su patrimonio histórico, como el Foro Ángel Arocha (en reconocimiento del jugador internacional), que tiene como objetivo «profundizar en la historia», así como la «divulgación y el debate». En 2018 creó la Fundación Canaria, con la intención de, según del propio club, «canalizar de la manera más eficiente» sus dimensiones de «labor social, formativa, solidaria y cultural», y sus «fines fundacionales se proyectan sobre cuatro áreas o ámbitos: el deportivo, el formativo, el socio-cultural y el divulgativo». Así pues, tiene algunos eventos anuales como Heliodoro Solidario, que reúne a organizaciones sin ánimo de lucro.
En otro orden de cosas, desde septiembre de 2013 tiene su propio programa oficial de radio, llamado ¡Bota Heliodoro!, que se retrasmite simultáneamente en Canal 4 Tenerife y Canal 11 La Palma. De igual forma, también tiene una revista, del mismo nombre, que se entrega de forma gratuita en los encuentros como local y que repasa la actualidad tanto del club como datos sobre el adversario. La mascota se llama Elio-Doro, y es un elefante que porta camiseta blanca y pantalón azul, con unas zapatillas negras. Salió elegido tras una votación de los abonados con el 64 %, imponiéndose a las otras dos propuestas finalistas: El Chicharro (24 %) y Pinzón Azul (12 %). De esa manera, en 2017 recuperó a su antigua mascota de la década de 1990, que en palabras del Diario de Avisos, «nació casi como una broma [...] El técnico argentino [Jorge Valdano], y sus ayudantes, lucieron en un partido una corbata con el dibujo del animalito con su trompa hacia arriba. Resultó ser un amuleto que con el tiempo se convirtió en toda una estrategia de merchandising que explotó la entidad».

### Temas musicales
| «Riqui raca, zumbarraca, sim bon ba, riá riá riá, Tenerife, Tenerife y nadie más»—Cántico «Riqui Raca» |

Los integrantes del grupo Los Huaracheros Diego García Cabrera y Antonio González Santamaría compusieron el himno, que sonó por primera vez en el estadio el 11 de septiembre de 1960 y tiene la frase característica «Tenerife, ¡adelante...!». En la década de 1990, la Orquesta Sinfónica de Tenerife (OST) creó una versión instrumental bajo la dirección de Víctor Pablo Pérez. La OST y la banda Ni un pelo de Tonto compusieron en junio de 2017 una nueva versión del original, acompañada de un videoclip. En 2022, asimismo, Benito Cabrera construyó la canción «Mi isla en tus pies», que interpretada por Árgel Campos, conmemora el cien aniversario, a la vez que su vídeo musical, grabado en el Heliodoro, muestra a jugadores y aficionados. Otra canción es «Carnaval de ilusión», creada por los seguidores Jesús y Domingo en 2008.
Por otro lado, está el cántico «Riqui Raca» —o «Riki-Raca»—, que los aficionados tinerfeños entonan desde al menos la década de 1930, tras tomarlo de los gritos de apoyo que daban los ingleses que acudían a los partidos en Canarias, por lo que otros equipos isleños también lo acomodaron para ellos mismos. El seguidor Francisco Zuppo se hizo conocido en la década de 1950 por recuperarlo, «encargándose de animar los prolegómenos de los encuentros dirigiendo a los aficionados desde el centro del terreno de juego», según el club. Su hijo lo describió: «Primero se viraba hacía General de pie y decía “una”. Luego seguía en dirección contraria a las agujas del reloj, miraba a San Sebastián y decía “dos”; y finalmente se dirigía a Herradura con el “y tres”. Y entonces, todo el Heliodoro le respondía con el “Riqui Raca”». El himno original concluye con el cántico, y Zuppo recibió en la década de 1990 por su compromiso la insignia de oro y brillantes.

## Rivalidades
Durante al menos sus primeros cuarenta años, jugó en categorías insulares y regionales, de manera que se disputó la hegemonía del fútbol tinerfeño con equipos como el C. D. Price, el Real Hespérides, el Real Unión, cuyos aficionados le pusieron el mote «birrias», o el C. D. Iberia. Tras la aceptación por parte de la Federación de conjuntos canarios en categorías nacionales en la temporada 1949-50, el Tenerife y la U. D. Las Palmas disputaron en condición de campeones regionales la única vacante disponible para Segunda División, lo que sería un enfrentamiento que abrió el derbi canario y que se saldó con victoria de los grancanarios por 1-0 y 1-2. Varias campañas después, en la 1953-54, se midieron por primera vez en Segunda División, con empate tanto en la ida como en la vuelta (1-1 y 0-0), y desde entonces en dicha competición se han visto las caras cuarenta veces, con once victorias para cada uno. De igual forma, solo han coincidido una sesión en Primera División, siendo la 2001-02, en la que ambos triunfaron fuera de casa, con un 1-3 para Las Palmas y un 0-1 para el Tenerife. El gol de Bruno Marioni para la victoria blanquiazul, que coincidió con la penúltima jornada, dejó en descenso al conjunto de Gran Canaria, si bien los tinerfeños ya habían certificado su bajada.
En relación con el Campeonato de España de Copa, de las nueve eliminatorias en las que han coincidido, Las Palmas se ha llevado el pase en ocho, de forma que el Tenerife solo pudo hacerlo en la edición 1980-81. Y es que, en la competición, el conjunto tinerfeño ha ganado en tres encuentros, por diez veces que ha perdido de los diecinueve jugados; llegó hasta los cuatro partidos en la campaña 1964-65, donde Las Palmas se llevó la eliminatoria por 3-2. En la Copa de la Liga de Segunda División, tanto en la de 1984 como en la 1985, los amarillos se llevaron el pase, al vencer por globales de 4-8 (1-3 y 5-3) y 4-2 (3-1 y 1-1), respectivamente, mientras que los tinerfeños ganaron en la sesión 2021-22 los dos partidos de las semifinales de las eliminatorias por el ascenso a Primera, por 1-0 y 1-2. Por otro lado, la mayor diferencia de goles en un encuentro está en posesión de ambos, siendo 1-4 para Las Palmas en la Copa del Rey 1986-87, con cuatro dianas de Narciso Rodríguez, y 3-0 para el Tenerife en la Segunda División 2013-14, con anotaciones de Ricardo León y Ayoze Pérez (2).

## Cantera y otras secciones
El Tenerife posee varios conjuntos de fútbol base con el objetivo de formar a posibles futuros jugadores, y estos disputan sus encuentros en la Ciudad Deportiva Javier Pérez. De tal manera, si ya desde 1913 se hablaba en los medios de comunicación de la existencia de un «segundo equipo del Tenerife», no es hasta 1960 que se crea el filial Aficionados —también conocido como Club Atlético Tenerife—. Ingresó entonces en la 1.ª Categoría de la Liga Regional, y antes de su desaparición en 1989, alcanzó en varias ocasiones la Tercera División nacional, a la par que se alzó campeón de la Copa Heliodoro tres veces (1968-69, 1983-84 y 1987-88). Entretanto, a finales de los años 1980, la entidad se fija en la Unión Deportiva Salud y comienzan las relaciones entre ambos, con la cesión de jugadores para reforzar al que entonces militaba en Tercera División. Años después de eliminar al Aficionados, el Tenerife convierte en 1995 al Salud en su filial, que pasa a ser dependiente y su nuevo nombre es Tenerife "B". Actualmente milita en el grupo XII de la Tercera División RFEF, llegando a estar desde su afiliación dos campañas en Segunda B (1995-96 y 2009-10) y ser ganador de la Copa Heliodoro cinco veces (2001-02, 2002-03, 2007-08, 2008-09 y 2014-15). Por otro lado, en 2017 se recuperó el tercer cuadro, el Tenerife "C", que había dejado de competir en 2011 estando en Interinsular Preferente. Regresó de forma que tuvo que ingresar en la categoría más baja, la Segunda Interinsular, sirviendo de escalón entre el juvenil y el primer filial, y ascendió hasta Preferente, donde ha llegado varias veces a las eliminatorias por el ascenso a Tercera, pero sin poder subir por estar el "B" en la categoría.

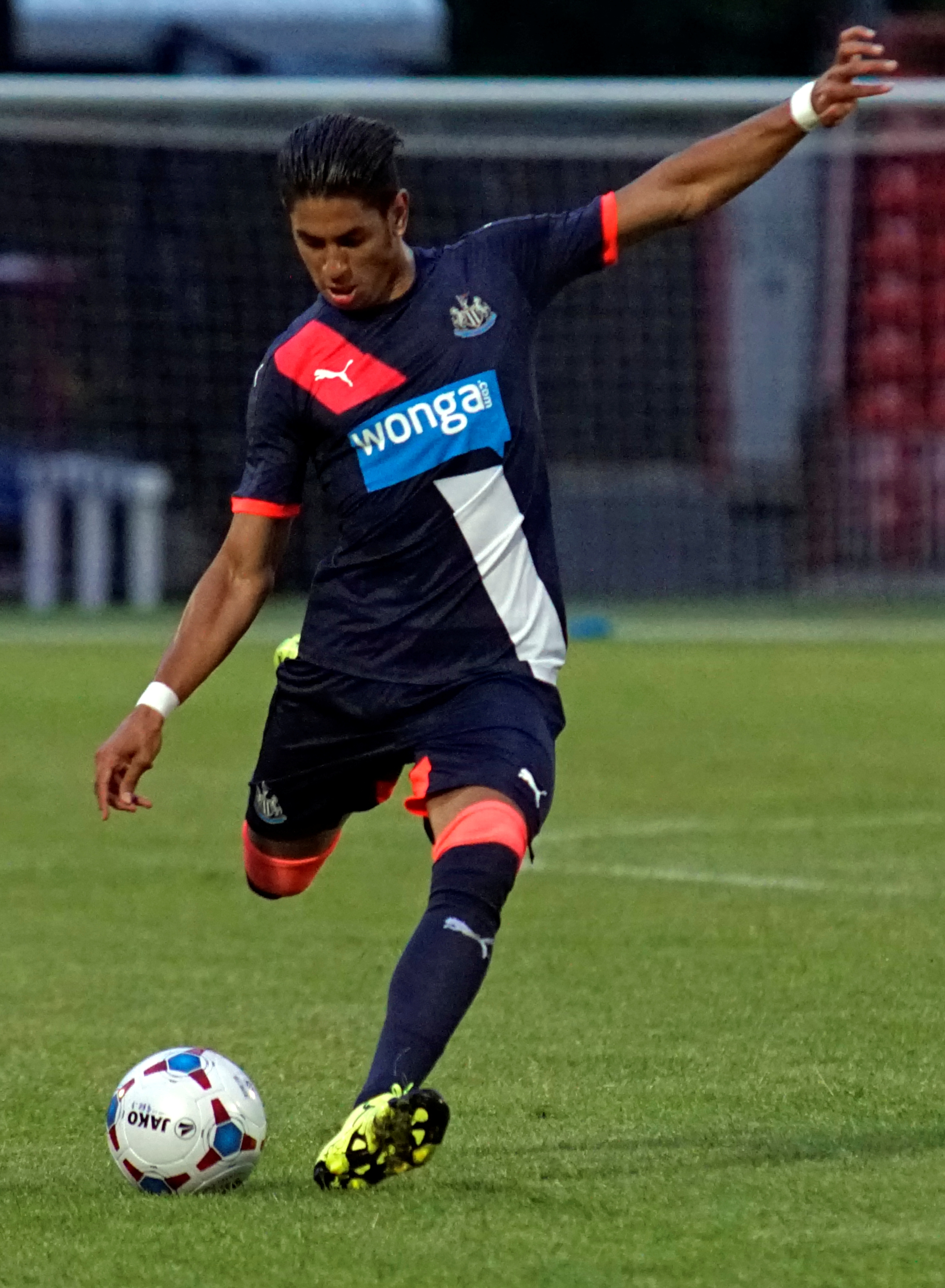
Ayoze Pérez, formado en la cantera, en 2015 con el Newcastle United inglés

De igual manera, la cantera incluye escuadras en categoría juvenil, cadete, infantil y alevín; por ejemplo el Juvenil "A" juega en el grupo VI de la División de Honor Juvenil, del que se ha alzado campeón en ocho ocasiones. Así pues, algunos de los mejores registros de la cantera son dos subcampeonatos de España de cadete (1994-95 y 1996-97), así como la disputa de las semifinales de la Copa del Rey juvenil (1995-96 y 2000-01). Asimismo, los diarios Marca y Arriba le concedieron en febrero de 1965 el Trofeo Amberes, como «premio a la buena labor de cantera en liga nacional», al recurrir a jugadores locales por dificultades económicas, siendo Juan Padrón Morales, José Juan Gutiérrez, Alberto Molina, Álvaro Hernández, Martín Marrero o José Antonio Barrios algunos de aquella época. En 1986, con la llegada del presidente Javier Pérez, se firmó un acuerdo con equipos de la provincia, por el que ingresaron futbolistas como Isidro García, Víctor Celso, David Amaral, Luis Delgado, Toño Hernández, Quique Medina, Justo Gilberto, Eleuterio Santos, Julio Santaella o Chalo. En otro orden de cosas, algunos de los canteranos que debutaron en la primera plantilla en la década de 2010 fueron Ayoze Pérez, Nano Mesa, Bruno González, Cristo González, Alberto Jiménez, Yeray González o Roberto Gutiérrez.
Con la creación de la Fundación Canaria, los que antes eran los equipos "B" de cadete, infantil y alevín y el "C" de juvenil, pasaron a ser dependientes a esta, de manera que «compiten como si de otro club se tratase», según la propia entidad. Asimismo, en 2019 se crearon como parte de la Fundación disciplinas femeninas, de manera que posee plantillas en categoría adulta, en alevín y en infantil. Por otro lado, el mismo año se implementó un equipo EDI (discapacidad intelectual) que juega en la LaLiga Genuine, mientras que para agrupar a veteranos con pasado blanquiazul se montó en 1991 la Asociación de Antiguos Jugadores. A su vez, la entidad también participa, desde 2019, con un equipo de deportes electrónicos dedicado a la saga FIFA en la eLaLiga. Algunos proyectos de formación que ha llevado a cabo incluyen academias en Buenos Aires (Argentina), Shenzhen (China) y Ciudad de Panamá (Panamá), el Campus Suma o la Escuela de Formación y Tecnificación.